# Terza coalizione
La terza coalizione fu un'alleanza militare creata nel 1805 da Regno Unito, Impero austriaco, Impero russo, Regno di Napoli, Regno di Sicilia e Svezia contro la Francia, allo scopo di sconfiggere Napoleone Bonaparte, divenuto imperatore dei francesi il 2 dicembre 1804, distruggere il sistema di predominio francese sull'Europa centro-meridionale e restaurare le vecchie monarchie dell'antico regime, deposte durante le guerre rivoluzionarie.
La guerra sul continente, preceduta fin dal 1803 dal nuovo conflitto tra Gran Bretagna e Francia dopo la rottura della breve pace di Amiens, si concluse alla fine di dicembre 1805 con la schiacciante vittoria di Napoleone sugli austriaci e i russi e con la pace di Presburgo che accrebbe ancora il predominio francese in Europa; tuttavia la Gran Bretagna rafforzò il suo dominio marittimo e poté continuare a opporsi militarmente e politicamente all'Impero napoleonico anche dopo la dissoluzione della coalizione.

## La Francia contro le monarchie europee

### Rottura della pace di Amiens
Il 25 marzo 1802 il trattato di Amiens aveva messo ufficialmente fine alle guerre rivoluzionarie, stabilendo un provvisorio intervallo di pace generale in Europa; anche la Gran Bretagna aveva accettato di concludere un accordo con la Francia guidata, dopo il lungo periodo rivoluzionario, dal Primo console Napoleone Bonaparte. Il governo britannico guidato dal primo ministro Henry Addington sembrava deciso - nonostante le molte critiche ricevute in patria per aver concluso un accordo che appariva sostanzialmente favorevole alla Francia - ad avviare un periodo di pace, contando di poter migliorare la situazione economica delle isole dopo l'auspicata riapertura dei porti continentali alle merci inglesi.
Non era invece negli intenti di Bonaparte favorire i commerci britannici sul continente; preoccupato di salvaguardare l'agricoltura e i prodotti francesi, il Primo console non solo non revocò le proibizioni stabilite dal Direttorio contro i prodotti inglesi, ma incrementò i diritti doganali e la tassazione sui prodotti coloniali. Egli respinse anche la richiesta britannica di tornare al trattato di commercio del 1786. Oltre a continuare la guerra economica contro la Gran Bretagna, Bonaparte inoltre intraprese un'aggressiva politica di espansione coloniale che non poteva che irritare e preoccupare i britannici.

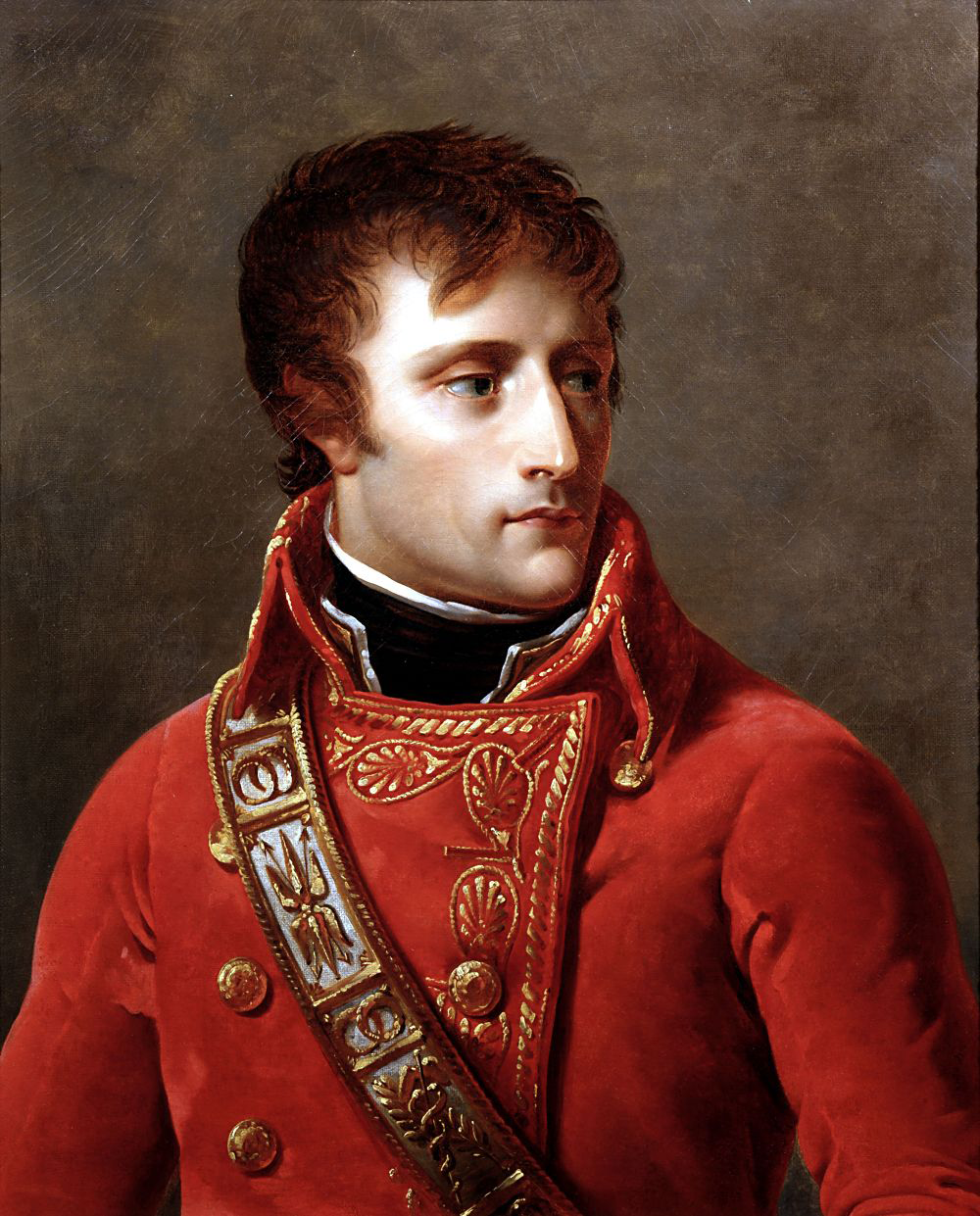
Il Primo console Napoleone Bonaparte nel 1802.

Era negli ambiziosi progetti del Primo console ristabilire il potere francese nelle Americhe; una spedizione al comando del generale Charles Leclerc, venne inviata a Saint-Domingue dove arrestò e deportò il 7 aprile 1802 Toussaint Louverture, il generale Antoine Richepanse rioccupo le Piccole Antille, si parlò di grandi progetti in Louisiana dove era previsto l'invio di una spedizione guidata dal generale Victor. Alleati della Spagna, i francesi potevano prendere il dominio del golfo del Messico. In realtà in breve tempo questi programmi di Bonaparte incontrarono grandi difficoltà; a Saint-Domingue esplose una rivolta generale della popolazione di colore a causa del ristabilimento della schiavitù, e il corpo di spedizione francese, decimato dalla febbre gialla, dovette arrendersi il 19 novembre 1803. Inoltre Bonaparte, sollecitato dalle pressioni degli Stati Uniti, che minacciarono di allearsi con la Gran Bretagna in caso di ripresa della guerra, decise di cedere la Louisiana e l'accordo venne concluso con gli statunitensi il 3 maggio 1803.

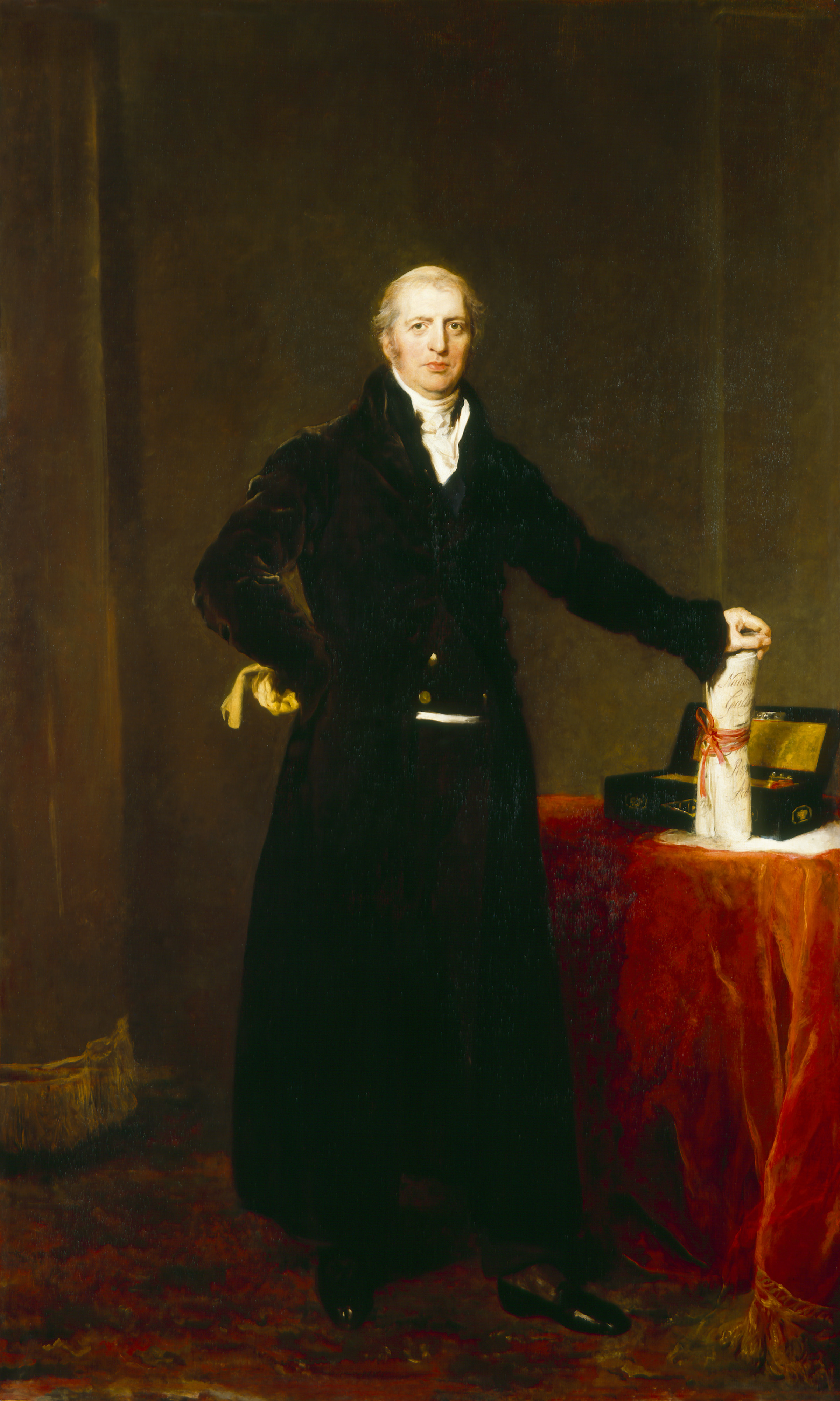
Il ministro degli esteri britannico Lord Hawkesbury

Il 26 giugno 1802 anche l'Impero ottomano aveva concluso la pace con la Francia, concedendo il transito degli stretti; Bonaparte si accinse quindi a sviluppare progetti di espansione anche in Oriente. Vennero riaperti i consolati del Levante, a Tripoli, Tunisi e Algeri, manovre francesi vennero segnalate in Morea, a Giannina in Grecia, soprattutto venne ripreso il progetto di espansione in Egitto. Alla fine di agosto 1802 il generale Horace Sébastiani venne inviato in questo paese, da dove si recò anche in Siria; nel gennaio 1803, in contemporanea con il completamento dell'evacuazione delle truppe britanniche dall'Egitto, Sebastiani inviò rapporti ottimistici sulle possibilità di riconquistare la regione. Bonaparte non si limitò a queste mosse aggressive; sembrò addirittura intenzionato a minacciare le Indie. Il 6 marzo 1803 il generale Charles Decaen partì per l'India con uno stato maggiore per inquadrare truppe indigene; il generale Jean-Baptiste Cavaignac si recò a Mascate. I britannici, molto preoccupati per queste manovre francesi, ritennero indispensabile prendere precauzioni e, tra l'altro, non abbandonarono Malta, come pure era previsto dal trattato di Amiens.
Il governo Addington era ancor più irritato per la nuova espansione francese in Europa; pur avendo evacuato i porti del Regno di Napoli e dello Stato Pontificio, Bonaparte non evacuò i Paesi Bassi e nell'estate 1802 annetté alla Francia l'isola d'Elba, il Piemonte e Parma. Soprattutto il Primo console intervenne in Svizzera imponendo l'Atto di mediazione del 19 febbraio 1803, mentre il generale Michel Ney occupava il paese con un corpo di truppe. Con questo documento Bonaparte si faceva garante dell'indipendenza e della cantonizzazione della Svizzera che però sarebbe rimasta priva di forze armate e avrebbe concluso un trattato di alleanza cinquantennale con la Francia. Infine in Germania il recesso del Reichstag del 25 febbraio 1803, il Reichsdeputationshauptschluss, che stabiliva la riorganizzazione generale e le compensazioni degli Stati tedeschi dopo il passaggio della Renania alla Francia, sanzionò la crescente influenza francese. Gli Stati della Germania meridionale si affiancarono alla Francia, mentre l'Austria perse gran parte del suo potere; lo zar Alessandro I apparentemente aveva agito in accordo con Bonaparte ma in realtà fin dal 10 giugno 1802 aveva incontrato il re di Prussia Federico Guglielmo III e sua moglie Luisa, per discutere i nuovi assetti tedeschi che preoccupavano molto anche la Prussia.
Tutti questi avvenimenti convinsero il governo britannico che le possibilità di una pace duratura erano scarse e che fosse necessario prendere energiche iniziative prima di un eccessivo rafforzamento della Francia; fin dal 27 ottobre 1802 il ministro degli esteri Lord Hawkesbury aveva proposto un accordo antifrancese alla Russia. Alessandro non accolse subito la proposta britannica ma le manovre francesi in Oriente irritavano molto anche lo zar che intendeva riprendere i grandiosi progetti espansionistici del padre Paolo I. L'8 febbraio 1803 lo zar consigliò quindi alla Gran Bretagna di non riconsegnare Malta. Il rifiuto britannico di abbandonare l'isola provocò subito violenti contrasti con la Francia. Dopo aspri scontri nei colloqui tra Bonaparte e l'ambasciatore britannico Charles Whitworth, il 15 marzo 1803 la Gran Bretagna richiese ufficialmente il possesso di Malta per dieci anni in compensazione dell'espansionismo francese. Bonaparte sembra che prevedesse la guerra solo nell'autunno 1804 e fu sorpreso dalla improvvisa rigidità inglese; l'11 marzo il Primo console richiese la mediazione dello zar, ma il 26 aprile Whitworth presentò un ultimatum e il 12 maggio la Gran Bretagna ruppe le relazioni diplomatiche e l'ambasciatore lasciò Parigi. Senza formale dichiarazione di guerra, le navi britanniche catturarono in alto mare il naviglio mercantile francese, dando inizio al nuovo conflitto anglo-francese che sarebbe proseguito ininterrottamente fino al 1815.

### Ripresa della guerra tra Gran Bretagna e Francia
Inizialmente la guerra riprese soprattutto a livello commerciale e navale.
Dopo gli attacchi alle navi mercantili, Bonaparte rispose con l'arresto e l'internamento dei sudditi nemici presenti nei territori controllati dalla Francia.
Sul mare la Royal Navy, disponendo della netta superiorità numerica, raggiunse immediatamente il predominio; i porti francesi furono di nuovo bloccati, il commercio coloniale francese interrotto e i britannici rioccuparono senza difficoltà Saint Lucia, Tobago, e la Guyana olandese.
La ripresa della guerra commerciale con la Gran Bretagna mise in difficoltà l'economia francese; gli Stati vassalli, Portogallo, Spagna e Paesi Bassi, dovettero contribuire finanziariamente allo sforzo bellico francese.
Sul continente, per bloccare il commercio nemico, Bonaparte inviò guarnigioni a Flessinga e nel Brabante olandese, i porti del Regno di Napoli furono rioccupati dal generale Laurent Gouvion-Saint-Cyr; il generale Édouard Mortier a maggio 1803 invase con un corpo di truppe l'Hannover e raggiunse Cuxhaven e Meppen.

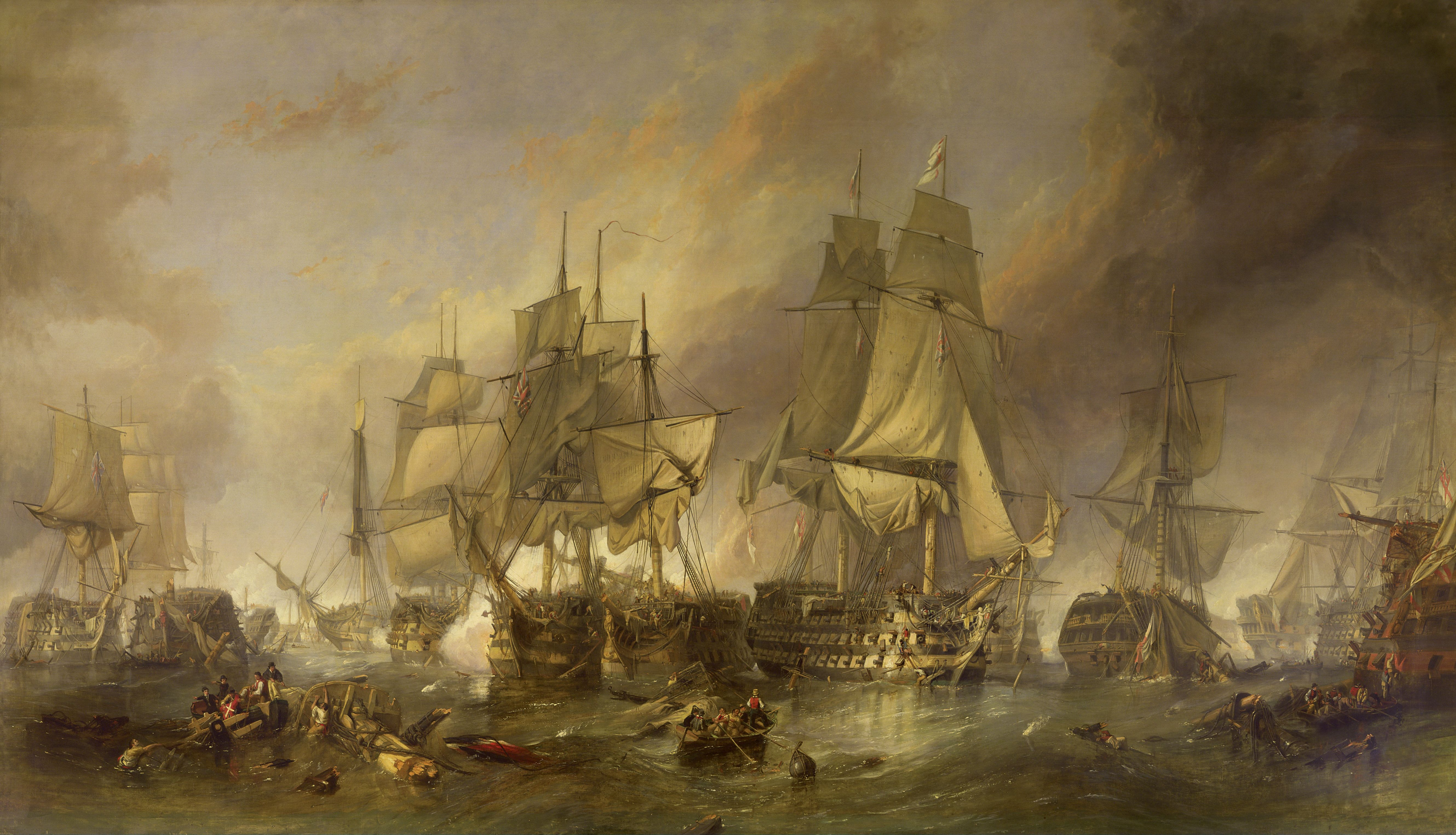
La battaglia di Trafalgar il 21 ottobre 1805

Bonaparte, dopo il fallimento della rivolta irlandese di Thomas Russell e Robert Emmet, si decise a riprendere in considerazione i vecchi progetti di sbarco in Inghilterra per portare la guerra a una rapida decisione; gran parte dell'esercito francese venne quindi raggruppato al campo di Boulogne dove il 2 dicembre 1803 venne denominato Armée d'Angleterre. Si intrapresero vasti preparativi per costituire il naviglio necessario per il suo trasporto oltre la Manica; entro il 1804 oltre 1 700 chiatte, su cui si prevedeva di trasportare le truppe e i materiali necessari, furono quindi concentrate, nonostante gli interventi delle navi britanniche, a Boulogne e nei porti vicini, ma l'ammiraglio Eustache Bruix, assegnato al comando, mise in guardia sui pericoli di una traversata del canale senza avere preventivamente distrutto o allontanato le squadre navali nemiche dalla zona. Bonaparte quindi, nonostante l'inferiorità numerica e qualitativa della sua flotta rispetto alle forze navali britanniche, progettò di organizzare una serie di complesse manovre delle sue squadre navali per impegnare la flotta nemica e impedirle di intervenire nella Manica.
I porti francesi principali erano sorvegliati dalle squadre britanniche ma solo a Brest l'ammiraglio William Cornwallis bloccava la squadra francese dell'ammiraglio Honoré Ganteaume, impedendogli di uscire; a Rochefort e Tolone, al contrario, le navi francesi, non essendo controllate da vicino, erano in grado di prendere il largo senza difficoltà.
I minacciosi preparativi francesi al campo di Boulogne e i pericoli di un'invasione allarmarono fortemente i dirigenti britannici e provocarono un intenso movimento di patriottismo tra la popolazione delle isole; per rafforzare la direzione della guerra il governo Addington si dimise nell'aprile 1804 e venne costituito un esecutivo guidato nuovamente da William Pitt che cercò di rafforzare le difese terrestri e potenziare la resistenza nazionale al possibile invasore. Mentre Pitt sviluppava i contatti con le potenze continentali per costituire una nuova coalizione antifrancese, l'esercito britannico incrementò le riserve addestrate organizzando una milizia volontaria e un'additional force reclutata per sorteggio; le forze navali furono lentamente incrementate fino a 115 navi di linea e l'Ammiragliato passò sotto la guida di Lord Barham che dimostrò efficienza e coordinò con abilità le squadre navali.

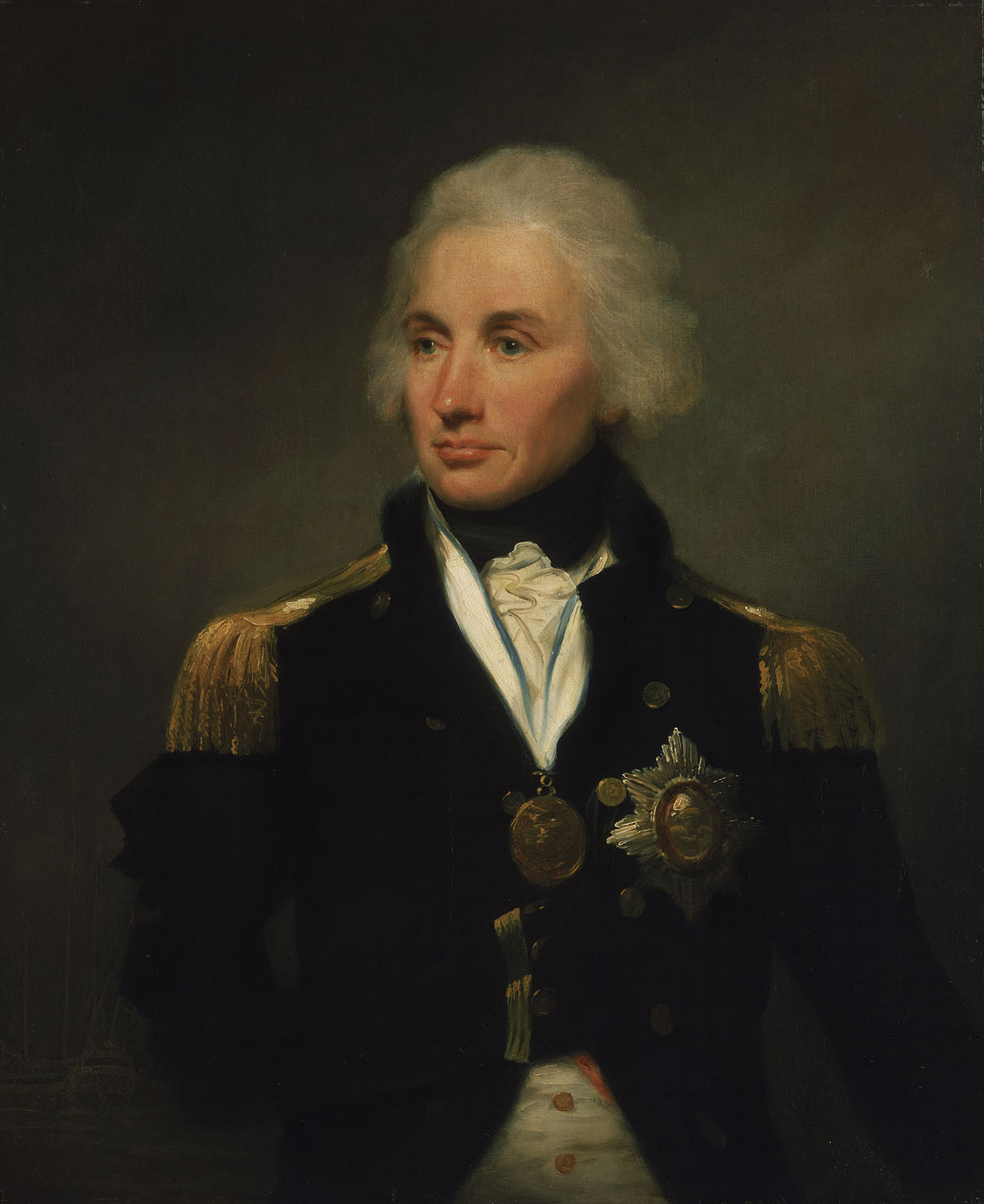
L'ammiraglio Horatio Nelson, vincitore della battaglia di Trafalgar, dove venne mortalmente ferito

Nonostante il rafforzamento militare della Gran Bretagna, Bonaparte sembrò deciso a tentare l'invasione; nell'agosto 1804 si recò a Boulogne per ispezionare e galvanizzare l'armata; in questa occasione il 16 agosto 1804 vennero consegnate le insegne della Legion d'onore. Sopraggiunsero però nuove difficoltà: i preparativi organizzativi erano in ritardo, gli ammiragli più esperti, Bruix e Louis Latouche-Treville morirono, sul continente si moltiplicarono i segnali della costituzione di una nuova coalizione antifrancese. La posizione francese sembrò invece rafforzarsi nel dicembre 1804 quando la Spagna, i cui bastimenti erano stati catturati dalle navi britanniche, entrò in guerra contro la Gran Bretagna, apportando un prezioso contributo navale. Bonaparte decise quindi di attivare il suo piano per concentrare tutte le squadre navali alle Antille dove avrebbero attirato la flotta britannica, prima di ritornare rapidamente sulla Manica e liberare il passo alle chiatte per trasportare l'armata francese in Inghilterra.
A causa di difficoltà pratiche, dell'inferiorità delle navi francesi e delle modeste qualità dei comandanti delle squadre, il complicato piano sarebbe finito in un totale fallimento. L'ammiraglio Charles Villeneuve, comandante della squadra di Tolone, dopo aver raggiunto inutilmente la Martinica il 14 maggio 1805, ritornò indietro inseguito dalla squadra dell'ammiraglio Horatio Nelson. Dopo aver subito perdite alla battaglia di Capo Finisterre contro la squadra dell'ammiraglio Robert Calder, l'ammiraglio Villeneuve si ritirò prima a El Ferrol e quindi il 18 agosto a Cadice, dove venne bloccato dalle squadre degli ammiragli Cornwallis e Calder. A questa data le operazioni navali erano ormai inutili dato che Napoleone decise il 24 agosto 1805 di abbandonare i suoi piani di sbarco in Inghilterra e, di fronte all'imminenza dell'attacco delle potenze continentali, trasferire in massa l'esercito, ridenominato Grande Armata, da Boulogne sul fronte del Reno e del Danubio.
Il 28 settembre l'ammiraglio Nelson raggiunse le altre squadre a Cadice e assunse il comando; l'ammiraglio Villeneuve, sollecitato da Napoleone a prendere l'iniziativa e attaccare Napoli dove stava per sbarcare un corpo di spedizione anglo-russo, decise di uscire da Cadice con la sua flotta franco-spagnola al completo, ma venne intercettato il 21 ottobre 1805 e completamente sconfitto al capo Trafalgar. La maggior parte delle navi vennero catturate o affondate e l'ammiraglio cadde prigioniero. La battaglia segnava una svolta decisiva della guerra tra Francia e Gran Bretagna, suggellando il dominio britannico dei mari e impedendo per molto tempo ogni possibilità da parte di Napoleone di riprendere i piani di sbarco in Inghilterra.

### Formazione della Terza coalizione

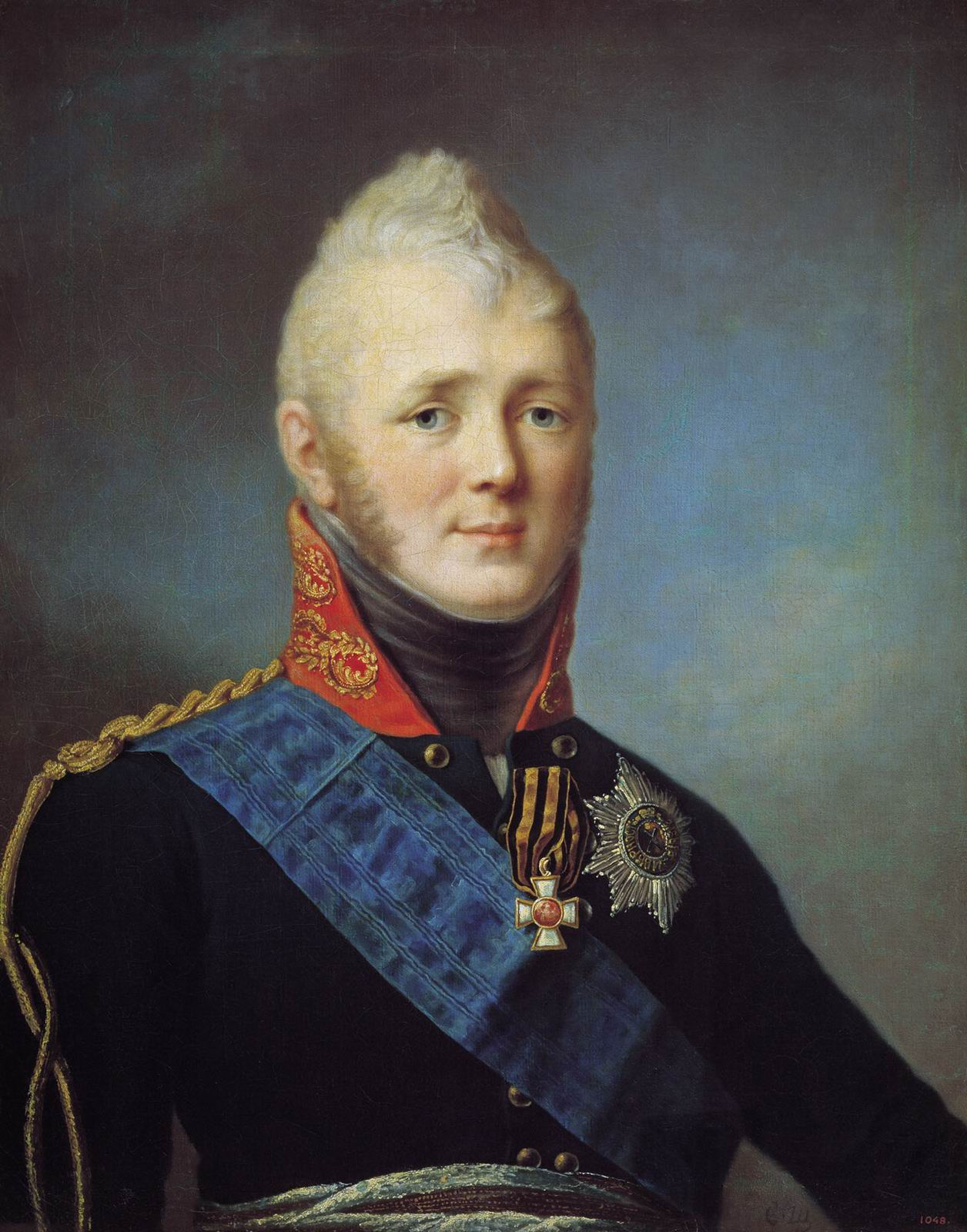
Lo zar Alessandro I

Le scelte politiche di Bonaparte in Europa preoccupavano e irritavano straordinariamente anche le potenze continentali che, nonostante la conclusione della pace, mantenevano grande ostilità ideologica verso la Francia rivoluzionaria e verso il suo nuovo capo, di cui parlavano come dell'"usurpatore" o del "successore di Robespierre". Era soprattutto il nuovo zar Alessandro I che manifestava un attivismo globale e che, con la sua personalità affascinante, egocentrica e contraddittoria, intendeva assumere un ruolo di guida dell'Europa in contrasto con il progetto egemonico francese. Di fronte alle manovre francesi in Oriente, lo zar quindi in segreto consigliò alla Gran Bretagna di non cedere Malta e poi, dopo la richiesta di mediazione di Bonaparte, propose un nuovo accordo generale in Europa che prevedeva che l'isola sarebbe passata alla Russia, i britannici avrebbero acquisito Lampedusa, la Francia avrebbe mantenuto il possesso del Piemonte, mentre gli Stati italiani, quelli tedeschi, la Svizzera e i Paesi Bassi sarebbero stati neutralizzati. Bonaparte il 29 agosto 1803 respinse nettamente questo piano che avrebbe vanificato tutti i suoi programmi e avrebbe trasformato lo zar in arbitro del continente, e in poche settimane i rapporti tra Russia e Francia si deteriorarono fortemente; i rispettivi ambasciatori furono richiamati.
I tragici fatti del rapimento e della fucilazione da parte francese del duca di Enghien, di cui si temevano manovre legittimiste contro il Primo console in connessione con una congiura ordita da Georges Cadoudal con la connivenza dei generali Jean-Charles Pichegru e Jean Victor Moreau, avvenuta il 21 febbraio 1804 dopo un'incursione a Ettenheim in territorio tedesco neutrale, rovinò definitivamente i rapporti tra Russia e Francia. Bonaparte rispose con sarcastica ironia alle proteste di Alessandro e alla fine di settembre anche l'incaricato d'affari russo a Parigi, d'Oubril, lasciò la sua sede, interrompendo formalmente i rapporti diplomatici tra i due paesi.

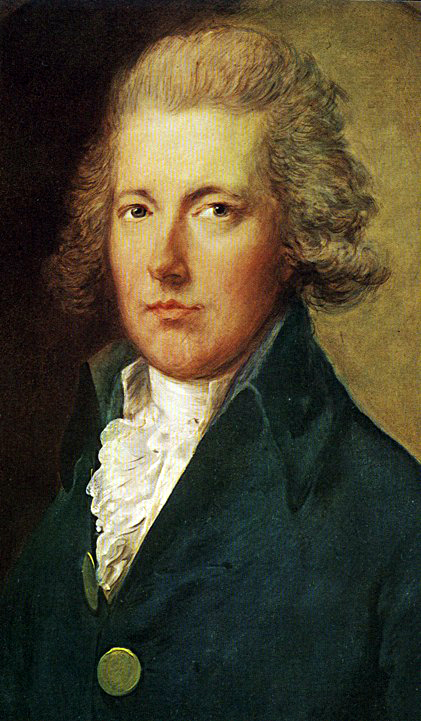
Il primo ministro britannico William Pitt

Dopo la rottura con Bonaparte, Alessandro riprese quindi i contatti con il primo ministro Pitt; i britannici si mostrarono refrattari ai grandiosi progetti di riorganizzazione generale dello zar, e il 29 giugno 1804 venne concluso un primo accordo in cui si prevedeva soltanto di togliere il Belgio e la Renania alla Francia. Mentre l'inviato dello zar Novosil'cev  si recava a Londra per ridiscutere l'accordo e Loveson-Gower arrivava a Pietroburgo, la Svezia si allineò all'alleanza anglo-russa firmando un accordo con i britannici il 3 dicembre 1804 e con i russi nel gennaio 1805. Le discussioni continuarono fino all'11 aprile 1805 quando venne firmato un formale trattato che prevedeva importanti sovvenzioni britanniche alla Russia collegate al numero di soldati mobilitati. Venne previsto anche un intervento in Pomerania per rinforzare gli svedesi, e un'azione anglo-russa a Napoli dove la regina Maria Carolina, accesamente antifrancese, aveva assunto la direzione degli affari e aveva concluso una convenzione nel novembre 1804. In Sicilia l'ammiraglio Nelson aveva il pieno controllo della situazione, mentre anche l'Impero ottomano venne consultato e si rifiutò di riconoscere l'Impero francese. L'accordo anglo-russo dell'11 aprile 1805 prevedeva di togliere alla Francia le conquiste nei Paesi Bassi e in Renania, mentre si stabilì che si sarebbe cercato di imporre una restaurazione della monarchia borbonica.
Per attaccare la Francia sul continente gli anglo-russi necessitavano di alleati in Germania, ma gli Stati tedeschi meridionali, ostili all'Austria che esercitava pressioni per il ripristino della sua influenza nel Reichstag, si avvicinarono invece alla Francia che li proteggeva contro le minacce austriache. La Baviera si alleò con la Francia il 25 agosto 1805 e il Württemberg si affiancò di fatto il 5 settembre. La Prussia invece mostrò grande indecisione; la sua dirigenza politica era divisa tra un partito filofrancese, guidato da Johann Wilhelm Lombard e da una fazione vicina alla Russia di cui facevano parte Christian von Haugwitz e Karl August von Hardenberg e soprattutto la regina Luisa che esprimeva apertamente la sua simpatia per lo zar e il suo odio per Bonaparte, "il rifiuto dell'inferno". A luglio 1803 lo zar aveva proposto a Federico Guglielmo un'alleanza difensiva in caso di minacce francesi nell'Hannover o sul Weser; un accordo fu concluso in questo senso il 24 maggio 1804. Ma il Primo console fu molto abile; intraprese trattative con la Prussia per evitarne l'intervento e cercare di legarla alla Francia, prospettando la possibilità dell'acquisizione dell'Hannover, occupato dalle truppe francesi. Le trattative si prolungarono, Bonaparte guadagnò tempo, evacuò l'Hannover e impedì il passaggio della Prussia nell'alleanza anglo-russa.

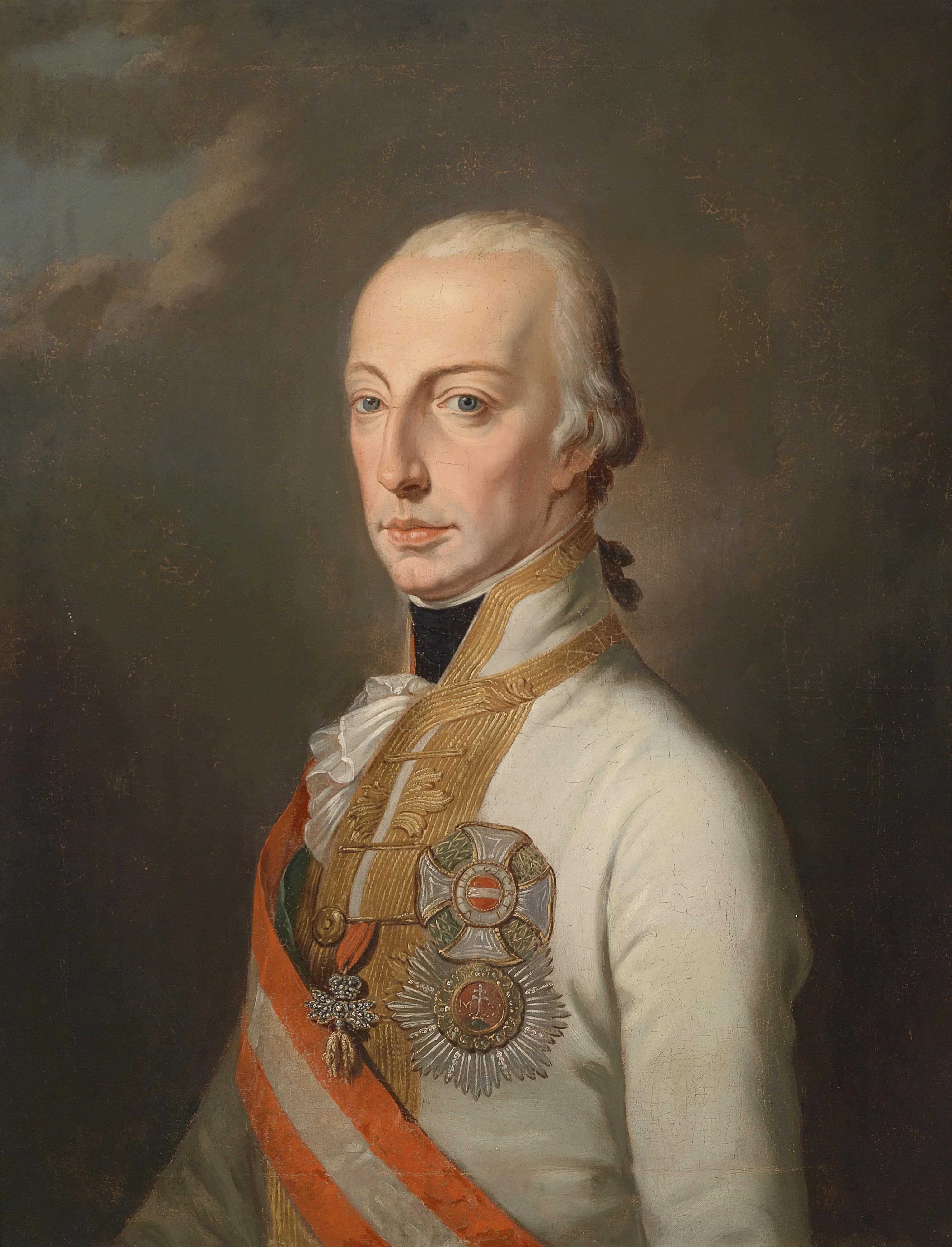
L'imperatore d'Austria Francesco II

In un primo tempo anche l'Austria, nonostante le perdite territoriali sanzionate dal trattato di Lunéville, sembrava desiderosa di mantenere la pace; la situazione economica dell'impero era critica, le riforme amministrative e militari intraprese dall'arciduca Carlo erano solo all'inizio, l'imperatore Francesco II rimaneva prudente e anche il cancelliere Ludwig von Cobenzl manifestava la volontà di collaborare con la Francia. Tuttavia anche a Vienna erano presenti fautori della guerra contro la Francia, come Johann von Stadion e George Adam Stahremberg; gli ambasciatori delle potenze coalizzate premevano per favorire una decisione austriaca e lo stesso Cobenzl, dopo la rottura della pace di Amiens, si riavvicinò alla Russia che propose un'alleanza già a gennaio 1804.
Le nuove decisioni del Primo console in Francia favorirono la definitiva costituzione della coalizione e spinsero l'Austria a intervenire; prendendo a pretesto la recente congiura di Cadoudal e le costanti minacce alla vita di Bonaparte, venne approvata il 28 floreale anno XII (18 maggio 1804) una nuova costituzione, confermata da un plebiscito, che instaurava l'impero in Francia e creava la carica di "Imperatore dei francesi", assegnata a Bonaparte con il nome di Napoleone I. L'incoronazione formale avvenne il 2 dicembre 1804 a Notre-Dame alla presenza del papa Pio VII e provocò aspre reazione da parte dei controrivoluzionari e dei legittimisti europei. In Austria si vide minacciata, da questo nuovo impero con una nuova dinastia, la posizione del Sacro Romano Impero Germanico. Inoltre Napoleone continuò a rafforzare il predominio francese nelle repubbliche "sorelle": nei Paesi Bassi venne emendata la costituzione rafforzando i poteri dell'esecutivo guidato da Rutger Jan Schimmelpenninck, strettamente legato ai francesi; il 9 giugno 1805 venne decisa l'annessione di Genova e della Liguria alla Francia; soprattutto Napoleone prese l'iniziativa, in connessione con la costituzione dell'impero, di trasformare la Repubblica italiana in Regno d'Italia, di cui lui stesso sarebbe stato il re con viceré Eugenio di Beauharnais. Il 18 marzo 1805 venne approvato un senatocosulto e il 18 maggio si svolse la cerimonia di incoronazione a Milano.
Di fronte a questi clamorosi sviluppi dell'equilibrio europeo il cancelliere Cobenzl modificò la sua precedente posizione e prese una serie di iniziative antifrancesi; fin dal 6 novembre 1804 Austria e Russia avevano concluso un trattato difensivo; inoltre l'arciduca Carlo, dubbioso sull'opportunità di una nuova guerra, venne sostituito alla testa dell'esercito dal generale Karl Mack; il 17 giugno il consiglio aulico di Vienna decise di affiancarsi all'alleanza anglo-russa. Da quel momento la Terza coalizione divenne una realtà concreta; dopo i colloqui tra i generali Ferdinand von Wintzingerode e Mack il 16 luglio per concordare un piano di operazioni, il 28 luglio Gran Bretagna e Russia ratificarono il trattato d'alleanza e il 9 agosto anche l'Austria entrò ufficialmente nella coalizione. L'11 settembre alle potenze si unì il Regno di Napoli, la cui parte continentale del territorio era occupata dalle truppe francesi del generale Gouvion-Saint-Cyr.

## Piani di guerra

### Dispersione delle forze dei coalizzati

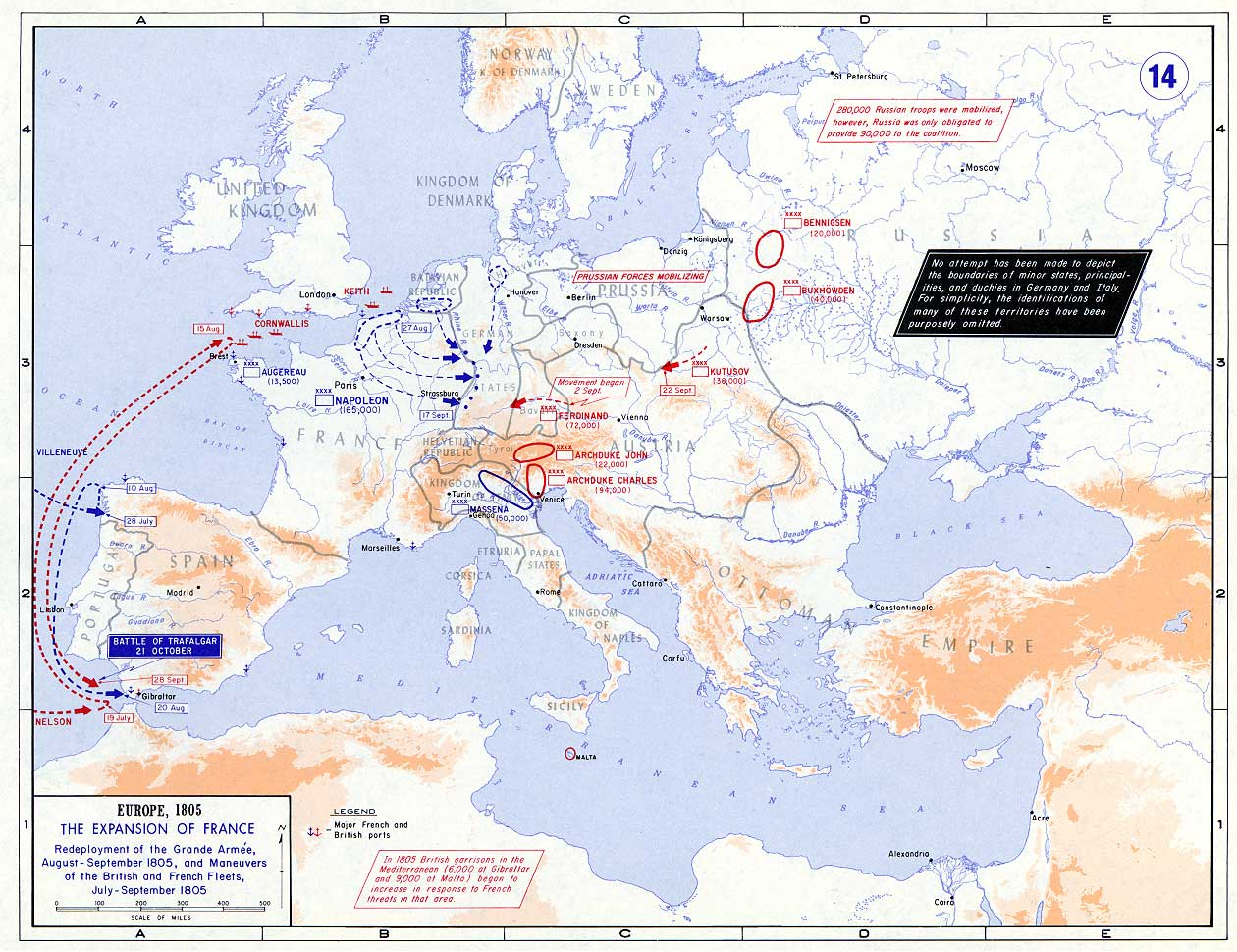
Distribuzione degli eserciti all'inizio della guerra

Teoricamente le potenze della terza coalizione potevano impegnare nella guerra oltre mezzo milione di soldati e disponevano quindi di una chiara superiorità numerica sull'avversario; tuttavia i piani predisposti, complicati e di difficile coordinamento, provocarono la dispersione di queste poderose forze. Durante i colloqui del 16 luglio tra i generali Wintzigenrode e Mack erano stati esaminati in dettaglio i tempi e le modalità della cooperazione austro-russa sul fronte tedesco. Il piano adottato prevedeva che in Germania un'armata austriaca costituita da 60 000 soldati, più 11 000 nel Vorarlberg, guidata dall'arciduca Ferdinando e dal generale Mack attendesse sul Lech, prima di attaccare, l'arrivo della prima armata russa che, sotto il comando del generale Michail Kutuzov, sarebbe arrivata entro il 20 ottobre e sarebbe stata seguita in breve dalla seconda armata russa del generale Friedrich von Buxhoeveden. L'Austria diede tuttavia grande importanza al fronte italiano e sull'Adige venne raggruppata l'armata dell'arciduca Carlo con 65 000 soldati, appoggiati nel Tirolo da altri 25 000 uomini dell'arciduca Giovanni.

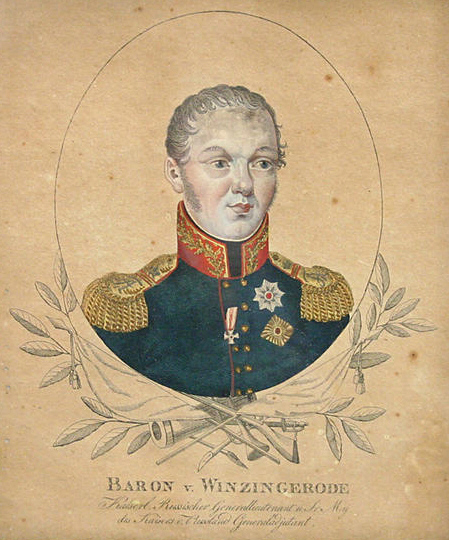
Il generale russo Ferdinand von Wintzingerode, inviato dallo zar a Vienna per concordare i piani di guerra

L'esercito austriaco, ancora in fase di trasformazione dopo i tentativi di riforma del generale Mack, rimaneva ancora debole numericamente, scarsamente progredito nelle tattiche di battaglia e molto disorganizzato sul piano materiale. Inoltre il generale Wintzigenrode fu prodigo di promesse ma in realtà il generale Kutuzov portò in Germania solo 38 000 soldati invece dei 50 000 previsti, e il generale Buxhoeveden non arrivò sul campo che alla fine di novembre. Oltre a queste offensive principali in Germania e in Italia, le potenze coalizzate progettarono una serie di altri attacchi secondari nei settori periferici che avrebbero dovuto permettere di riconquistare importanti regioni europee e di schiacciare le forze francesi da tutti i lati. Venne quindi studiata un'offensiva per riconquistare l'Hannover con 15 000 soldati britannici che sarebbero sbarcati a Cuxhaven, con 12 000 svedesi in Pomerania e con 20 000 russi concentrati a Stralsunda. Si previde anche l'impiego di una terza armata russa di 50 000 soldati che, al comando del generale Levin von Bennigsen, si sarebbe schierata sulla Vistola per minacciare la Prussia e spingerla a intervenire a fianco della coalizione.
Si progettò inoltre la riconquista della parte continentale del Regno di Napoli con il corpo di spedizione britannico del generale James Henry Craig, con forze russe provenienti da Corfù, con truppe albanesi e con 36 000 soldati borbonici disponibili in Sicilia. Altre forze russe vennero schierate a Odessa per intervenire in Moldavia e Valacchia; la Gran Bretagna infine ipotizzò di effettuare sbarchi sulle coste francesi per riattivare la rivolta realista chouan.
Questi piani furono intralciati da una serie di difficoltà ed errori: re Federico Guglielmo di Prussia il 15 luglio rifiutò di accordare il passaggio attraverso la Pomerania alle truppe anglo-russo-svedesi e non aderì alla coalizione nonostante le pressioni dello zar Alessandro che minacciò di ricostituire la Polonia e che il 23 luglio arrivò a Puławy insieme al suo consigliere polacco Adam Czartoryski. Il corpo di spedizione britannico del generale Craig fu ritardato a Gibilterra dalla guerra di squadre che precedette la vittoria di Trafalgar; differenze tra il calendario gregoriano adottato dagli austriaci e il calendario giuliano impiegato dai russi provocò un increscioso equivoco sui tempi di intervento delle truppe dello zar sul Danubio. Inoltre gli austriaci diedero eccessiva importanza al fronte italiano dove ritennero che Napoleone avrebbe sferrato la sua offensiva principale come nel 1796 e 1800.

### Napoleone e la Grande Armata
Fino alla fine di luglio Napoleone non credette alla formazione di una nuova coalizione e alla possibilità di una guerra continentale, solo il 23 agosto si convinse definitivamente del pericolo e quindi decise di abbandonare i piani di sbarco in Inghilterra e di attuare un gigantesco movimento strategico della massa delle sue forze, denominate Grande Armata, dal campo di Boulogne al Reno. L'imperatore decise di concentrare al massimo le sue truppe e quindi ordinò al maresciallo Jean-Baptiste Bernadotte di abbandonare l'Hannover con il I corpo d'armata e al generale Auguste Marmont di lasciare i Paesi Bassi con il II corpo e affrettarsi verso la Baviera. I piani di Napoleone prevedevano di raggruppare una massa di 176 000 soldati divisi in sei corpi d'armata, la riserva di cavalleria e la Guardia imperiale. Il VII corpo d'armata del maresciallo Pierre Augereau, schierato in Bretagna sarebbe arrivato in un secondo tempo. Sulle coste della Manica sarebbe rimasto solo il maresciallo Guillaume Brune con 30 000 soldati.

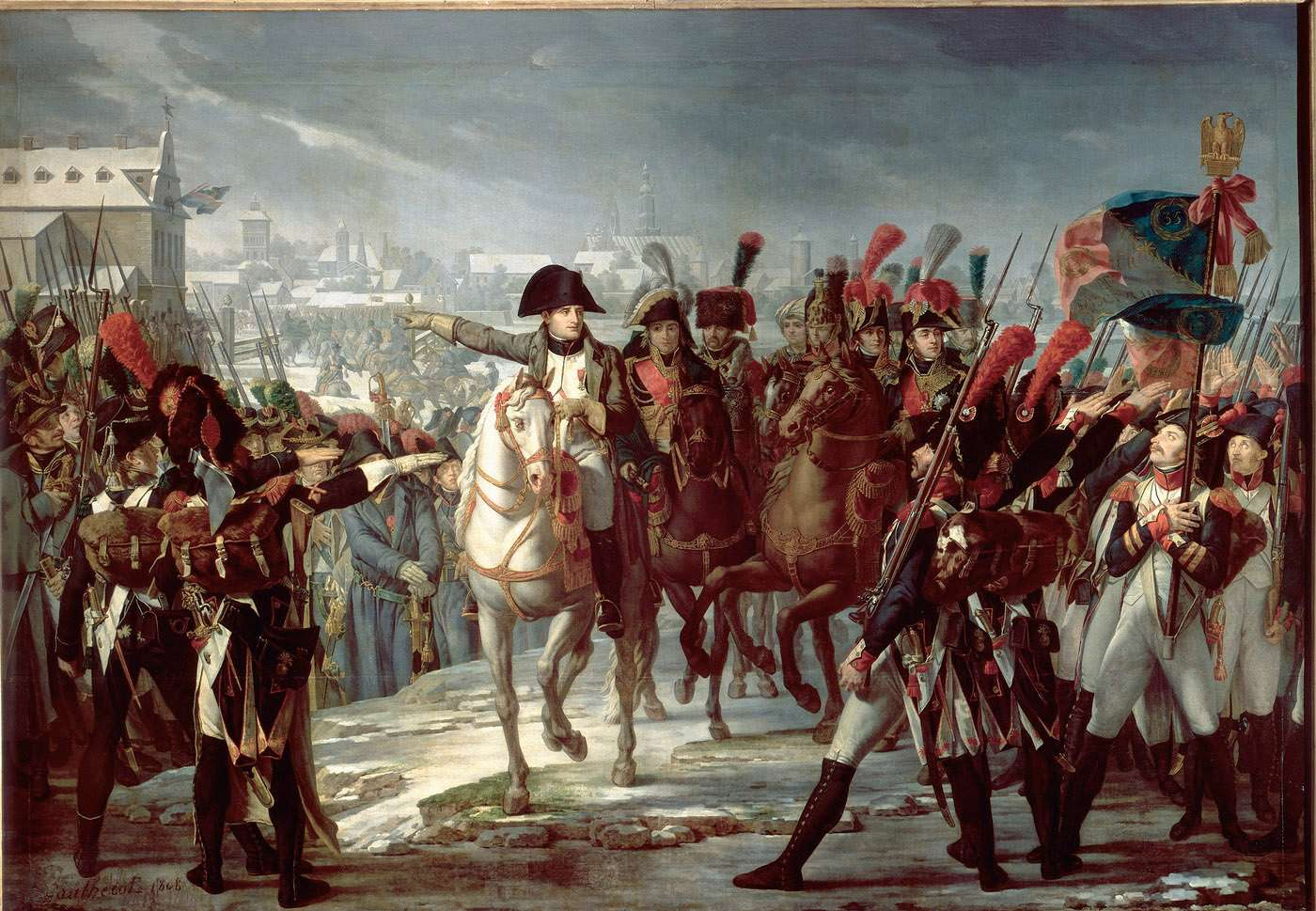
Napoleone acclamato dai soldati della Grande Armata durante la campagna del 1805

Mentre la massa delle forze francesi si sarebbe concentrata sul fronte tedesco per sferrare un colpo decisivo contro gli austriaci possibilmente prima dell'arrivo dei russi, Napoleone lasciò sul fronte italiano il maresciallo Andrea Massena, uno dei suoi più fidati luogotenenti, al comando dell'Armata d'Italia con solo 42 000 soldati con l'ordine di mantenersi sulla difensiva in attesa degli sviluppi in Germania. L'imperatore decise inoltre, per guadagnare tempo e accrescere le forze disponibili, di trattare una convenzione di sgombero con l'ambasciatore del Regno di Napoli. L'accordo venne concluso il 21 settembre e quindi le truppe del generale Gouvion-Saint-Cyr evacuarono il territorio peninsulare e andarono a rinforzare lo schieramento nell'Italia settentrionale; truppe francesi entrarono anche in Etruria e occuparono Ancona nonostante le proteste del Papa.
Napoleone, dopo aver diramato fin dal 13 agosto 1805 i famosi ordini di marcia della Grande Armata all'intendente generale Pierre Daru che prevedevano già la grande manovra dalle coste della Manica alla Germania, e dopo aver diretto le prime fasi del movimento dei vari corpi d'armata, tornò brevemente a Parigi dove si trovò di fronte a torbide manovre dei realisti, all'opinione pubblica molto preoccupata per la nuova guerra e soprattutto a una grave crisi finanziaria a causa di oscure transazioni speculative che coinvolgevano la Banca di Francia. L'esercito subì le conseguenze della crisi economica; i mezzi e i materiali erano molto carenti, le paghe mancavano, molti soldati entrarono in campagna con un solo paio di scarpe e con scarso vettovagliamento, il servizio delle tappe e delle guarnigioni dovette essere interrotto.
Nonostante queste gravi carenze organizzative e materiali causate anche da un sistema di intendenza e di forniture inefficiente e corrotto, la Grande Armata avrebbe dato prova durante la campagna di grande combattività e di una stupefacente rapidità di movimento. I soldati, pur poco riforniti, spesso indisciplinati, dediti al saccheggio nei territori occupati per colmare le carenze di vettovagliamento, erano tuttavia molto esperti dopo le guerre rivoluzionarie, agguerriti, in grado di effettuare le improvvise marce forzate richieste dalla strategia napoleonica, con un morale molto alto dopo le precedenti vittorie e convinti della propria superiorità di cittadini della "Grande nazione" di fronte agli eserciti mercenari dell'antico regime. Gli ufficiali e i sottufficiali, provenienti anch'essi dai ranghi inferiori, erano molto coraggiosi e motivati dalla speranza dell'elevazione sociale e materiale consentita dal sistema dell'uguaglianza e della promozione per merito.
Napoleone aveva migliorato durante i pochi anni di pace l'efficienza e le capacità di impiego operativo degli eserciti rivoluzionari attraverso l'organizzazione dei corpi d'armata, grandi formazioni costituite da 2-4 divisioni con artiglieria e cavalleria di riserva in grado di sostenere temporaneamente uno scontro anche contro forze superiori, che permettevano la grande flessibilità della strategia napoleonica. Comandati dai suoi generali, quasi tutti elevati al rango di maresciallo di Francia, questi corpi d'armata avrebbero consentito all'imperatore durante la prima parte della campagna del 1805 di dominare grandi spazi con la sua tecnica di marcia separata ma coordinata, serrando progressivamente gli eserciti nemici in una zona sempre più ristretta prima del concentramento generale per sferrare l'attacco decisivo.

## La guerra

### La manovra di Ulma
(Espressione usata dai soldati francesi per evidenziare la decisiva velocità della marcia forzata della Grande Armata durante la campagna del 1805)

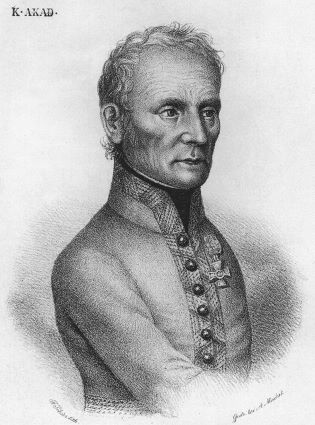
Il comandante dell'esercito austriaco sul Danubio, generale Karl Mack

Inizialmente Napoleone aveva previsto di concentrare la Grande Armata in Alsazia; ma, tra il 24 e il 28 agosto, decise per accelerare i tempi della marcia e favorire il congiungimento dei corpi d'armata provenienti da Boulogne con il I corpo del maresciallo Bernadotte e il II corpo del generale Marmont che scendevano da nord, di marciare direttamente verso il Palatinato. La marcia si effettuò secondo un programma rigidamente stabilito, ogni corpo diresse le sue divisioni su strade differenti, in ventiquattro marce venne previsto l'arrivo della Grande Armata fino al Reno tra Mannheim e Strasburgo. I soldati francesi effettuarono un'impressionante marcia di 35-40 chilometri al giorno; alcuni reparti percorsero fino a settecento chilometri a piedi. Nonostante le carenze dei fornitori e dell'organizzazione, la manovra, ideata da Napoleone fin nei dettagli nell'ordine di operazioni del 13 agosto, ebbe completo successo. L'imperatore arrivò a Strasburgo il 26 settembre e assunse il comando, mentre dal 24 settembre l'armata aveva iniziato ad attraversare il Reno.

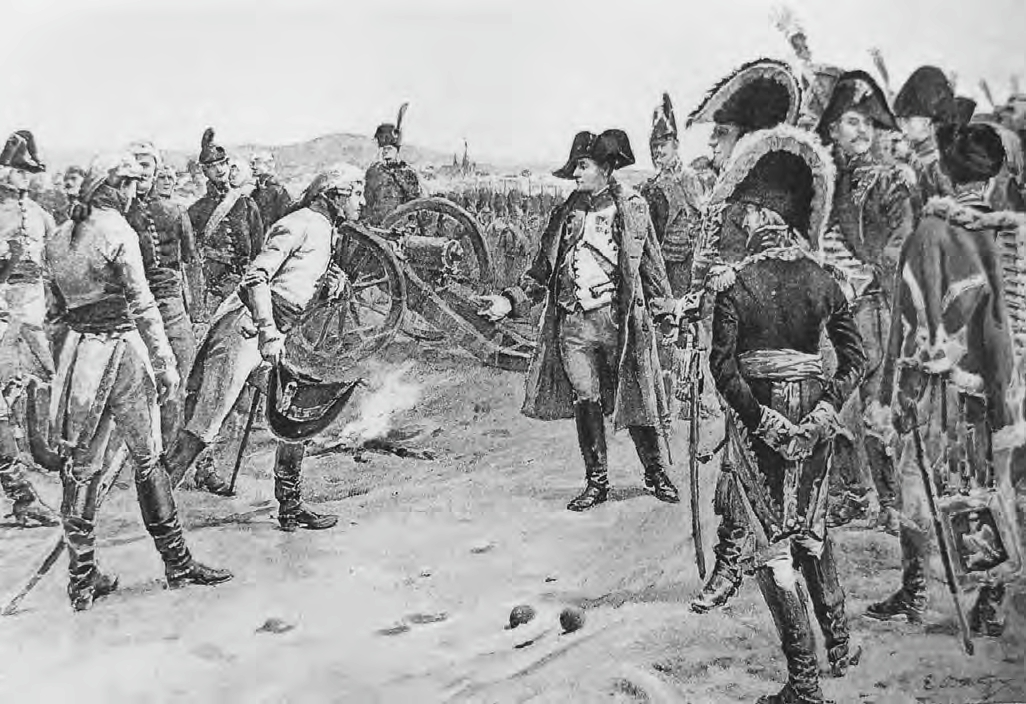
La resa del generale Mack a Ulma

L'arciduca Ferdinando, comandante nominale dell'esercito austriaco in Germania, temendo di esporre le sue truppe, in un primo momento aveva proposto di mantenere l'armata concentrata dietro il Lech e attendere l'arrivo dei russi del generale Kutuzov, ma il generale Mack, sottovalutando fortemente la consistenza numerica delle forze francesi che Napoleone avrebbe potuto schierare sul Reno, lo convinse ad avanzare subito fino alla Foresta Nera. L'11 settembre 1805 l'armata austriaca quindi superò il fiume Inn e invase la Baviera senza incontrare molta resistenza; l'esercito bavarese si ritirò a nord dietro il fiume Meno.
Napoleone attraversò il Reno tra Mannheim e Strasburgo con quattro corpi d'armata dal 25 settembre 1805 e quindi diresse le sue forze, coperte dalla cavalleria del maresciallo Gioacchino Murat, verso il Danubio mentre da nord marciavano i corpi del generale Marmont e del maresciallo Bernadotte che, per accelerare il suo movimento, attraversò su ordine dell'imperatore il territorio prussiano di Ansbach. La Grande Armata effettuò la manovra a nord del Danubio con rapidità e Napoleone, appreso che il grosso degli austriaci era raggruppato a Ulma, concentrò progressivamente le sue forze a valle di Ulma per farle attraversare il fiume intorno a Donauwörth. Il 2 ottobre l'armata fece una conversione a destra, su un fronte da Ansbach a Stoccarda, puntando decisamente sulle retrovie austriache, Il 6 ottobre i francesi erano raggruppati sulla linea Ingolstadt-Donauwörth e Napoleone poté dare ordine di iniziare ad attraversare il Danubio.
I corpi francesi attraversarono dal 7 ottobre il fiume senza incontrare resistenza; il generale Mack, sorpreso dall'improvviso concentramento nemico a nord del Danubio, aveva infatti deciso di concentrare le sue forze a Ulma senza cercare di rallentare i movimenti nemici; la marcia austriaca si effettuò con difficoltà e l'8 e il 9 ottobre due formazioni furono sconfitte in scontri d'avanguardia a Wertingen e Günzburg. Napoleone, non trovando opposizione alle sue manovre, ipotizzò che il generale Mack avesse deciso di ripiegare, e decise quindi, per evitare una ritirata austriaca verso sud o verso est, di dispiegare su ampio fronte i suoi corpi d'armata per coprire tutte le possibili direzioni. Mentre il III corpo del maresciallo Louis-Nicolas Davout e il I corpo del maresciallo Bernadotte si diressero verso Monaco e l'Isar per proteggere le spalle dell'esercito in caso di intervento dei russi da est, il grosso della Grande Armata, con il IV corpo del maresciallo Nicolas Soult, il II corpo del generale Marmont, il V corpo del maresciallo Jean Lannes e il VI corpo del maresciallo Michel Ney, marciò verso ovest in direzione di Ulma e dell'Iller dove Napoleone si aspettava di combattere la battaglia decisiva. A nord del Danubio in un primo momento rimase solo la divisione del generale Pierre Dupont, appartenente al corpo del maresciallo Ney.

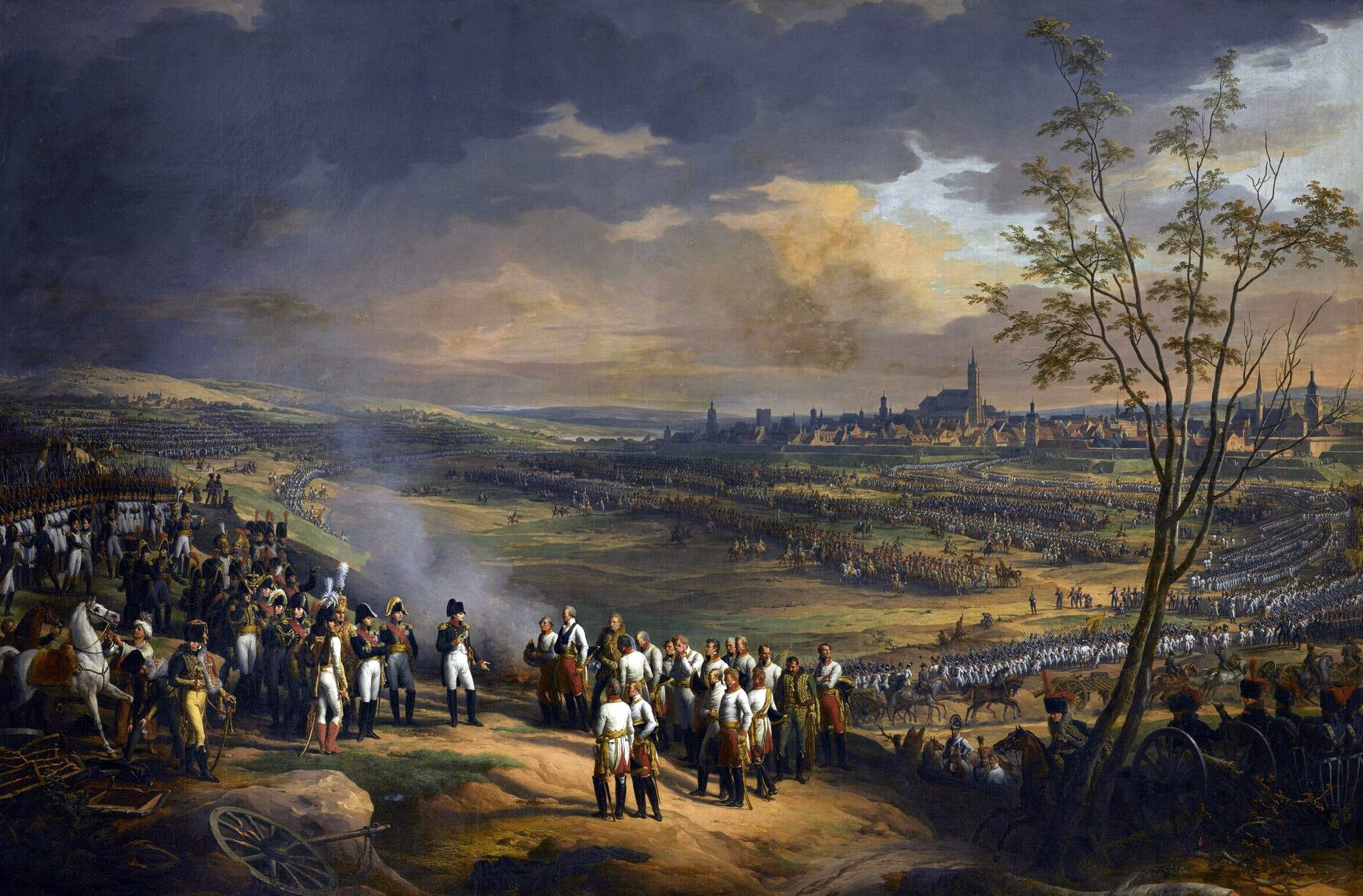
"La Resa della città di Ulma" di Charles Thévenin

La posizione isolata della divisione del generale Dupont espose le truppe francesi alla manovra organizzata l'11 ottobre dal generale Mack a nord del Danubio con una parte delle sue forze; a Haslach la divisione francese si trovò in difficoltà e dovette combattere una dura battaglia per respingere gli austriaci. Il reparto del generale Werneck poté sfuggire a nord insieme all'arciduca Ferdinando, ma il generale Mack, ingannato dalle informazioni ricevute sulla marcia del grosso dei francesi verso l'Iller, che egli interpretò come una manovra di ritirata, decise di non insistere a nord del Danubio e rientrò con gran parte delle sue truppe a Ulma senza avvertire il pericolo di un accerchiamento generale.
Napoleone, apprese le notizie delle difficoltà a nord del Danubio, intervenne subito distaccando sulla riva settentrionale del fiume il VI corpo del maresciallo Ney e la cavalleria del maresciallo Murat che a Elchingen il 15 ottobre sconfissero il nemico che quindi rifluì completamente dentro Ulma, investita ora da tutte le direzioni dai francesi. Il VI corpo conquistò le alture di Michelsberg, che sovrastano la città, mentre il maresciallo Lannes marciò su Elchingen e il maresciallo Soult avanzò da sud-ovest. Il 17 ottobre il generale Mack, ormai circondato, chiese un armistizio fino al 25, con la clausola che gli austriaci si sarebbero arresi se non avessero ottenuto rinforzi per tale data. Senza attendere questa scadenza, il 20 ottobre il generale Mack, completamente demoralizzato, si arrese direttamente a Napoleone che ebbe parole di conforto per il comandante nemico che era stato completamente disorientato dalle manovre dell'imperatore.
Il generale Mack depose le armi insieme a circa 27 000 soldati, mentre inseguiti, dalla cavalleria del maresciallo Murat, anche gran parte dei reparti rimasti fuori dall'accerchiamento vennero progressivamente catturati. Solo pochi squadroni di cavalleria con l'arciduca Ferdinando e la divisione del generale Michael von Kienmayer riuscirono a salvarsi; il 18 ottobre anche il generale Werneck era costretto ad arrendersi; in totale la Grande Armata catturò oltre 49 000 prigionieri.
I soldati della Grande Armata avevano completato con successo le manovre e le marce forzate pianificate da Napoleone, ma le truppe, prive di mezzi e di materiali, esposte alle intemperie del clima, soffrirono molte privazioni durante questa campagna; anche se in apparenza la campagna si era svolta con regolarità e senza incertezze, i reparti, sottoposti a grande pressione fisica, in parte si disorganizzarono e il disordine si diffuse nell'esercito.

### L'inseguimento dei russi
Napoleone riprese l'offensiva il 26 ottobre; mentre il VI corpo del maresciallo Ney si diresse in Tirolo per impegnare le truppe dell'arciduca Giovanni, il maresciallo Augereau, appena arrivato da Brest con il VII corpo, occupò il Vorarberg; l'imperatore con il grosso dell'armata marciò invece direttamente contro l'esercito del generale Kutuzov che, appena arrivato all'Inn e avendo appreso della catastrofe del generale Mack, aveva iniziato a ripiegare frettolosamente verso est per evitare una battaglia e congiungersi con i 30 000 soldati russi del generale Buxhoeveden che erano in avvicinamento dalla Slesia.

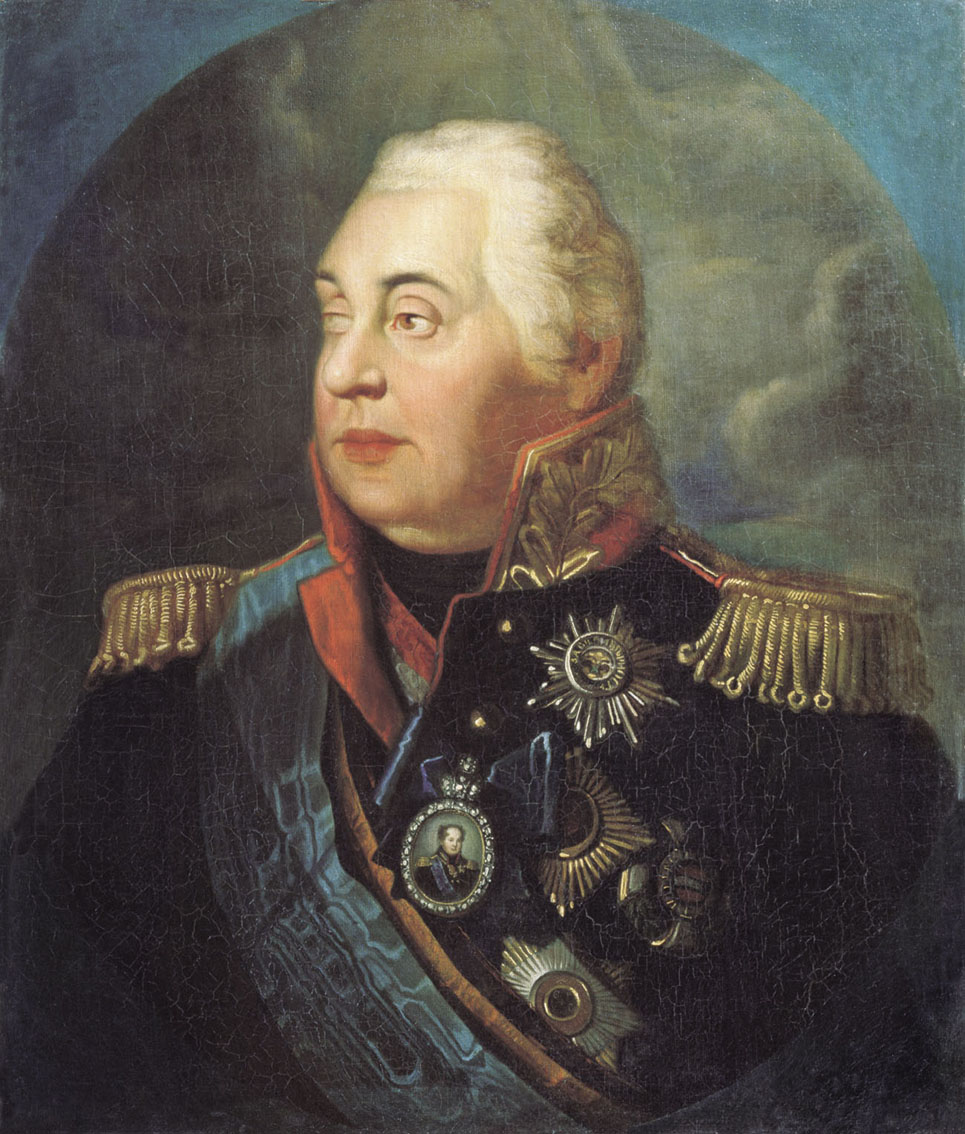
Il generale russo Michail Kutuzov

Mentre in Italia anche l'arciduca Carlo, alla notizia del disastro in Baviera, si stava ritirando verso est inseguito dall'armata d'Italia del maresciallo Andrea Massena, Napoleone cercò quindi di agganciare l'esercito russo del generale Kutuzov per sfruttare il vantaggio strategico raggiunto con il successo della prima fase della campagna. Le difficoltà geografiche causate dal terreno irregolare e dalla ristrettezza della valle del Danubio e l'abilità tattica del comandante russo intralcialciarono l'inseguimento francese; l'imperatore dovette distaccare una parte delle sue forze verso il Tirolo e il Vorarlberg, i corpi del generale Marmont e del maresciallo Davout avanzarono con difficoltà nei sentieri di montagna, mentre Napoleone organizzò un nuovo corpo d'armata al comando del generale Édouard Mortier per marciare a nord del Danubio e tagliare la strada ai russi lungo la riva settentrionale. Alla fine di ottobre il grosso dell'armata, con il corpo del maresciallo Lannes e la cavalleria del maresciallo Murat in testa, attraversò l'Isar mentre i russi acceleravano la loro ritirata per sfuggire alle manovre nemiche.

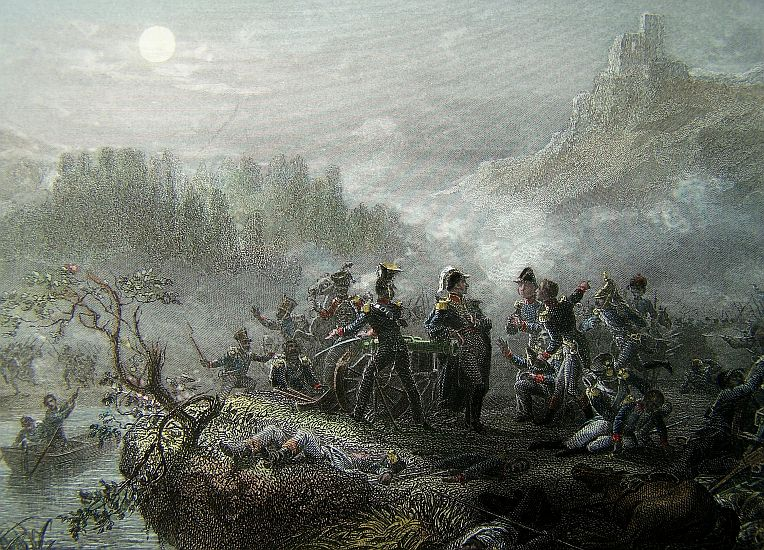
La battaglia di Dürenstein

L'agganciamento dell'esercito russo non riuscì; dopo una serie di scontri di retroguardia che permisero al generale Kutuzov di rallentare l'inseguimento, il maresciallo Murat si lasciò ingannare a Krems da proposte dilatorie russe di negoziati che consentirono di guadagnare ulteriore tempo. Il generale Kutuzov riuscì quindi raggiungere la riva sinistra del Danubio, facendo saltare dietro di sé i ponti. Inoltre avendo il maresciallo Murat marciato direttamente su Vienna, il corpo d'armata del generale Mortier si ritrovò isolato a nord del Danubio e l'11 novembre venne attaccato a Dürenstein e messo in grave difficoltà dal grosso dell'esercito russo. La disfatta fu evitata grazie all'arrivo di rinforzi, ma l'esercito nemico poté proseguire la sua ritirata a nord di Vienna.
Napoleone fece un nuovo tentativo di intercettare i russi prima che potesse congiungersi con l'armata del generale Buxhoeveden; quindi l'imperatore ordinò al maresciallo Murat di attraversare al più presto il Danubio a Vienna, seguito dai corpi del maresciallo Lannes e del maresciallo Soult in modo da prendere il generale Kutuzov di fianco, mentre il corpo del maresciallo Bernadotte avrebbe attraversato a Melk, per tagliare la strada ai russi. Il maresciallo Murat entrò a Vienna, abbandonata dalla corte e dichiarata "città aperta", il 12 novembre e, insieme al maresciallo Lannes, conquistò i ponti, occupati e minati dagli austriaci, con uno stratagemma. Tuttavia il maresciallo Bernadotte attraversò il Danubio solo il 15 novembre e quindi il generale Kutuzov riuscì a sfuggire ancora all'accerchiamento, lasciando una retroguardia di 6 000 uomini al comando del generale Pëtr Bagration. L'armata francese avanzò fino a Brünn in Moravia (odierna Brno), ma ormai i russi erano in salvo e poterono ricongiungersi con il resto delle forze austro-russe.

### Battaglia di Austerlitz

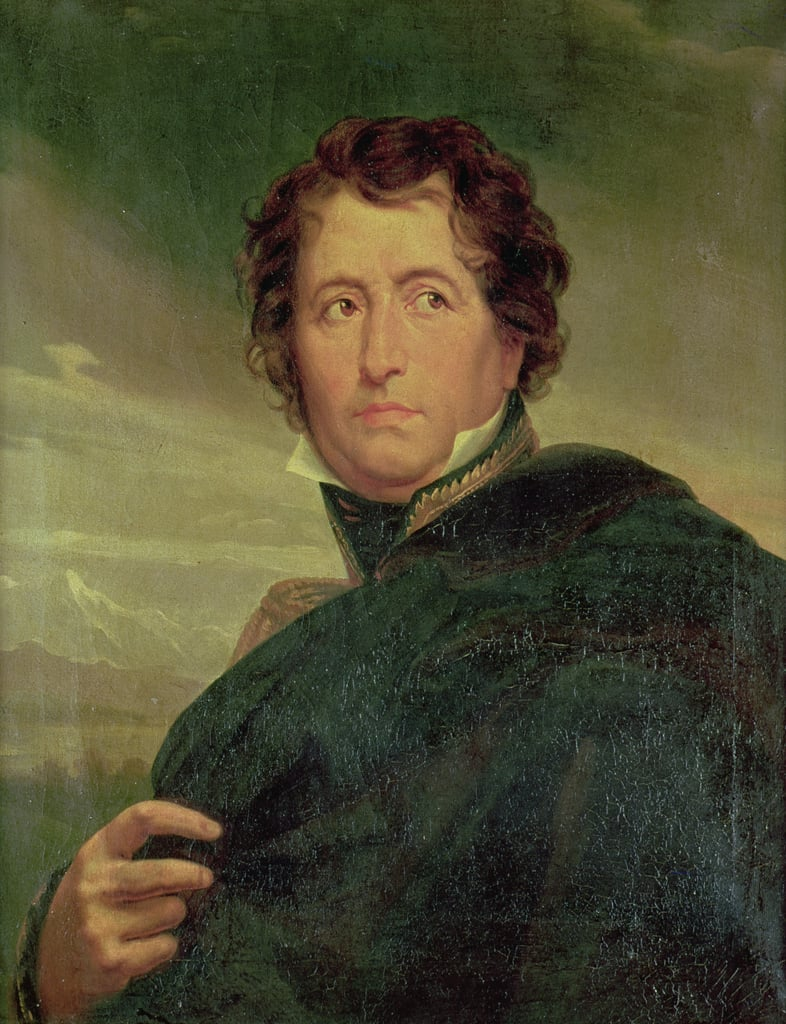
Il maresciallo Nicolas Soult che guidò l'assalto francese all'altopiano del Pratzen che decise la battaglia di Austerlitz

La situazione della Grande Armée rischiava di diventare pericolosa; le forze francesi si stavano progressivamente indebolendo a causa del logoramento della campagna e inoltre erano ampiamente disperse per coprire tutte le direzioni. Il VII corpo del maresciallo Augereau, il VI corpo del maresciallo Ney e il II corpo del generale Marmont erano impegnati a occupare e controllare il Vorarlberg, il Tirolo e la valle della Drava per evitare un concentramento delle notevoli forze dell'arciduca Carlo e dell'arciduca Giovanni a sud di Vienna. L'arciduca Carlo aveva ripiegato dal Veneto su Lubiana per effettuare il raggruppamento ed era seguito dal grosso della Armata d'Italia del maresciallo Massena. Temendo il congiungimento degli arciduchi, Napoleone, per proteggere la direzione di Vienna da sud, aveva lasciato per il momento nella capitale il III corpo del maresciallo Davout e il corpo provvisorio del generale Mortier.
Quindi in Moravia, a est di Brünn, di fronte alle forze principali nemiche, Napoleone disponeva solo del IV corpo del maresciallo Soult, del V corpo del maresciallo Lannes, della cavalleria del maresciallo Murat e della Guardia imperiale, mentre anche il I corpo del maresciallo Bernadotte era stato distaccato a nord per sorvegliare la Boemia. L'imperatore sapeva di essere in inferiorità numerica: di fronte a lui c'era, dopo il congiungimento delle due armate russe dei generali Kutuzov e Buxhoeveden e del corpo austriaco del generale von Kienmeyer, l'armata austro-russa principale, guidata ufficialmente dal generale Michail Kutuzov, con 100 000 uomini e con la presenza sul campo dello zar Alessandro I e dell'imperatore Francesco II, con il quartier generale a Olmütz; era prevedibile inoltre l'arrivo in breve tempo di una terza armata russa al comando del generale Levin von Bennigsen proveniente dalla Polonia attraverso la Slesia e la Boemia, dove già l'arciduca Ferdinando stava riorganizzando le sue forze.

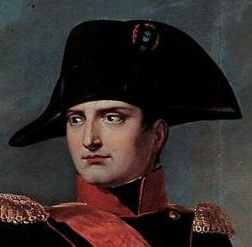
L'imperatore Napoleone

L'evoluzione politica della Prussia era inoltre fonte di ulteriore preoccupazione per Napoleone; profondamento irritato dallo sconfinamento delle truppe francesi attraverso il territorio prussiano del principato di Ansbach, il re Federico Guglielmo consentì il passaggio dell'esercito russo attraverso la Slesia e occupò di propria iniziativa l'Hannover. Il 25 ottobre lo zar Alessandro, prima di recarsi presso il suo esercito, era giunto a Berlino dove era stato accolto con favore dalla regina Luisa, dalla corte e dai fautori della guerra prussiani, guidati da Johannes von Müller e Karl von Hardenberg. Il 3 novembre lo zar e il re di Prussia conclusero la convenzione segreta di Potsdam, che prevedeva che la Prussia avrebbe offerto la sua mediazione tra la Francia e gli austro-russi sulla base del ritorno alle clausole del trattato di Lunéville; in caso di rifiuto francese la Prussia sarebbe entrata in guerra a fianco della coalizione, insieme all'Assia e alla Sassonia. In realtà il re, ancora esitante e preoccupato da un'eventuale guerra, diede disposizione al suo inviato Christian von Haugwitz di attendere una risposta dell'imperatore fino al 15 dicembre 1805. L'inviato del re di Prussia arrivò quindi a Brünn il 28 novembre per comunicare le condizioni ma Napoleone lo indirizzò a Vienna dove Charles de Talleyrand ricevette disposizioni di guadagnare tempo in attesa degli imminenti sviluppi sul campo di battaglia.
Napoleone, pur non conoscendo i retroscena segreti dei colloqui tra Alessandro e Federico Guglielmo, era consapevole della necessità di accelerare i tempi e combattere subito una battaglia decisiva prima della decisione definitiva prussiana e dell'arrivo della terza armata russa o degli eserciti degli arciduchi a sud. L'imperatore quindi, non potendo, per mancanza di forze, proseguire verso Olmütz, progettò di indurre gli avversari ad attaccarlo subito, simulando di essere in difficoltà e di temere una battaglia. Dopo alcuni scontri di avanguardia sfavorevoli ai francesi, Napoleone decise di indietreggiare, di passare sulla difensiva, di trattare un armistizio; durante i colloqui del 27 novembre con l'inviato dello zar Dolgorukij, l'imperatore diede mostra di incertezza e timore, favorendo l'eccessivo ottimismo dei suoi avversari che, considerando la situazione favorevole, convinsero lo zar Alessandro, nonostante i dubbi del generale Kutuzov, a passare subito all'attacco senza attendere ulteriori rinforzi.
Napoleone inoltre diede ordine al maresciallo Soult di abbandonare con il IV corpo d'armata l'importante altura del Pratzen, al centro del suo schieramento, e ripiegare a ovest della cittadina di Austerlitz, per invitare ancor più i suoi nemici a prendere l'iniziativa e attaccarlo; in realtà l'imperatore stava progettando un piano di battaglia a sorpresa e aveva richiamato sul campo il I corpo del maresciallo Bernadotte, che si sarebbe posizionato di riserva alle forze del maresciallo Lannes, e il III corpo del maresciallo Davout che, a marce forzate da Presburgo, doveva schierarsi sul fianco destro francese dove Napoleone si aspettava l'attacco principale degli austro-russi.

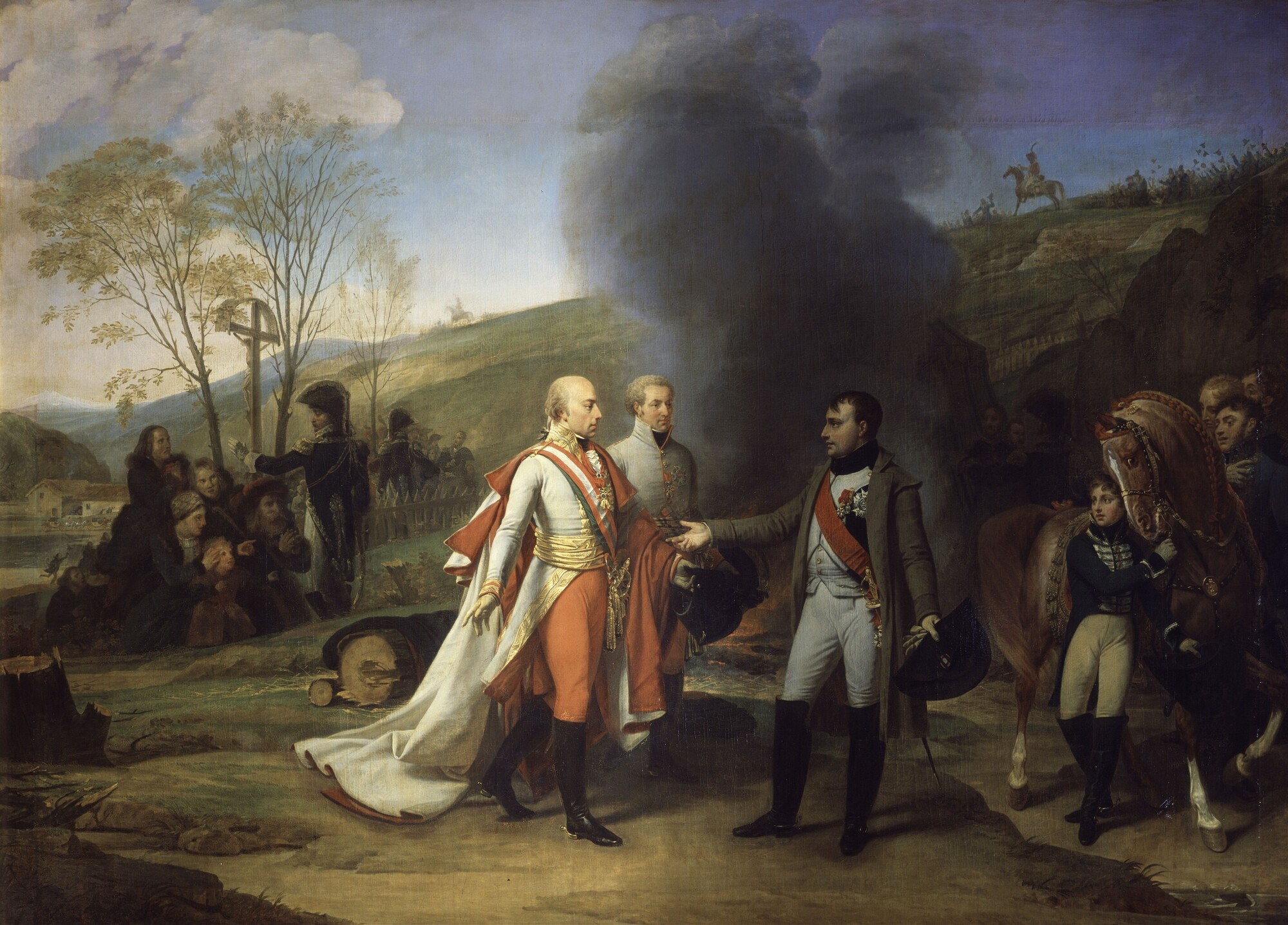
L'incontro tra Napoleone e l'imperatore d'Austria, Francesco II, dopo la battaglia di Austerlitz

Il giorno 1º dicembre le forze coalizzate raggiunsero le linee difensive francesi, e il mattino del 2 dicembre 1805 attaccarono il fianco destro nemico, mettendo in azione un complesso piano di operazioni su varie colonne scarsamente coordinate, studiato dal generale austriaco Franz von Weyrother e approvato dallo zar nonostante lo scetticismo del generale Kutuzov; in questo modo gli austro-russi però sguarnirono, secondo le previsioni dell'imperatore, le loro linee al centro dello schieramento sull'altopiano del Pratzen. Mentre il maresciallo Lannes con il V corpo respingeva gli attacchi secondari sul fianco sinistro e il maresciallo Davout conteneva con le divisioni del III corpo d'armata l'offensiva alleata principale sul fianco destro, Napoleone sferrò quindi di sorpresa con il IV corpo d'armata del maresciallo Soult l'attacco decisivo sull'altopiano del Pratzen. Mentre la nebbia del mattino si diradava sotto i raggi del sole, i soldati francesi del maresciallo Soult salirono l'altipiano, conquistarono la posizione e sbaragliarono il centro degli austro-russi, frazionando in due parti l'esercito nemico. Dopo questo successo decisivo, i francesi presero alle spalle, discendendo dal Pratzen, l'ala sinistra austro-russa che venne in parte distrutta, mentre l'ala destra si ritirò con gravi perdite.
La battaglia di Austerlitz si concluse con la completa sconfitta dei coalizzati e Napoleone raggiunse, grazie alla sua grande abilità tattica e strategica, la più grande vittoria della sua carriera. Ad Austerlitz morirono 11 000 russi e 4 000 austriaci, 12 000 uomini furono fatti prigionieri e furono catturati 180 cannoni e 50 bandiere. I francesi ebbero 1 305 morti, 6 940 feriti e 573 prigionieri. La vittoria francese provocò immediatamente sviluppi politici decisivi; lo zar Alessandro, molto turbato dalla disfatta, abbandonò il campo e ritirò i suoi eserciti in Polonia, sospendendo la guerra, e l'imperatore Francesco si affrettò a incontrare Napoleone e a concludere un armistizio il 6 dicembre 1805 senza attendere le decisioni della Prussia. Il 7 dicembre l'imperatore incontrò l'inviato prussiano Haugwitz e, con minacce e intimidazioni, lo costrinse a firmare il 15 dicembre il trattato di Schönbrunn che prevedeva un'alleanza franco-prussiana e l'annessione dell'Hannover da parte della Prussia che avrebbe ceduto Neuchâtel e Ansbach.
La posizione di Napoleone era ora dominante in Germania, fin dal 7 dicembre egli aveva consolidato l'alleanza con la Baviera e il Württemberg; dopo la defezione della Prussia e il ritiro della Russia, l'imperatore Francesco dovette accettare, dopo aver destituito il cancelliere von Cobenzl e il consigliere Franz von Colloredo, la pace di Presburgo che venne firmata il 26 dicembre. Secondo i termini del trattato, l'Austria cedeva al Regno d'Italia gli ex territori della Repubblica di Venezia da essa acquisiti con il trattato di Campoformio del 1797; in Germania rinunciava al Tirolo e al Vorarlberg che venivano ceduti al Regno di Baviera. Otteneva però l'arcivescovato di Salisburgo. L'Austria perdeva così ogni influenza sull'Italia e sulla Germania meridionale, essendo inoltre gli Asburgo costretti l'anno successivo a rinunciare al titolo di Imperatore dei Romani.

### Campagne in Italia

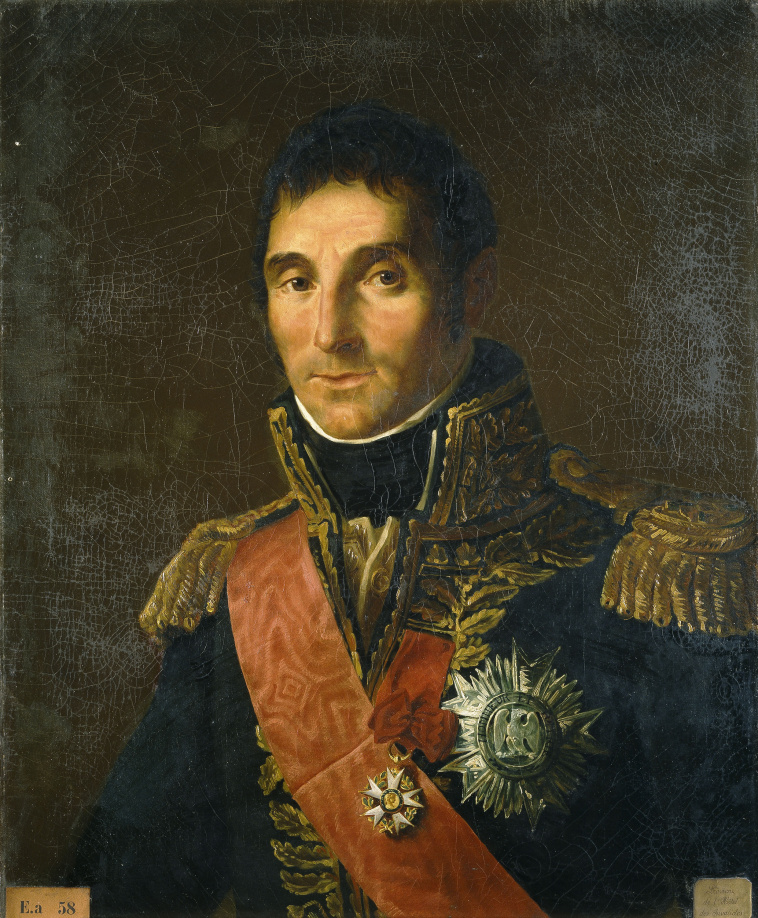
Il maresciallo Andrea Massena, comandante dell'armata francese in Italia

In Italia il maresciallo Massena aveva preso l'offensiva nonostante l'inferiorità numerica delle sue forze schierate sull'Adige per impegnare l'esercito dell'arciduca Carlo e proteggere il regno; con 42 000 soldati il maresciallo attraversò il fiume e attaccò le posizioni austriache a Caldiero il 28 ottobre 1805. Dopo duri scontri gli austriaci si ritirarono il 31 ottobre, abbandonando le retroguardie. L'arciduca Carlo, informato del disastro a Ulma, decise inizialmente di ritirarsi dietro il Tagliamento per coprire le forze dell'arciduca Giovanni in Tirolo. Nelle settimane successive l'arciduca continuò a ritirarsi verso Lubiana, controllato da vicino dal Massena, secondo le indicazioni di Napoleone che temeva un ricongiungimento delle forze austriache degli arciduchi Carlo e Giovanni a sud delle sue posizioni a Vienna.
Nel Mezzogiorno d'Italia le truppe del generale Gouvion-Saint-Cyr avevano evacuato il territorio peninsulare del Regno di Napoli, dopo la convenzione conclusa dalla Francia con il Regno il 21 settembre, e si erano trasferite in Veneto per appoggiare l'esercito del maresciallo Massena. Il re Ferdinando IV aveva confermato l'accordo temendo un intervento della flotta francese dell'ammiraglio Villeneuve, ma dopo la battaglia di Trafalgar la regina Maria Carolina decise di affiancarsi decisamente alla coalizione e il 19 novembre 1805 un corpo di spedizione di 19 000 soldati, comandato dal generale inglese Craig e dal generale russo Moritz Petrovič Lacy, con truppe britanniche provenienti da Gibilterra e forze russe trasferite da Corfù, sbarcò a Napoli con l'intenzione di iniziare un'offensiva terrestre verso nord.
Ma ormai la situazione stava per avere un'evoluzione decisiva a favore della Francia ed era tardi per sferrare un'offensiva partendo a Napoli; dopo la battaglia di Austerlitz e il ritiro dello zar Alessandro, i piani di attacco vennero abbandonati, anche il corpo di spedizione russo in Italia venne richiamato a Corfù, mentre i britannici a loro volta si ritirarono in Sicilia.

#### Invasione del Regno di Napoli e insurrezione in Calabria
La disgregazione della Terza coalizione e l'evacuazione del Regno di Napoli da parte delle forze anglo-russe, consentirono a Napoleone di prendere iniziative definitive contro i Borboni, il cui comportamento infido verso la Francia gli diede pretesto per il famoso decreto del 27 dicembre 1805 in cui l'imperatore stabiliva che "la dinastia ha finito di regnare". Il maresciallo Massena prese il comando dell'armata destinata all'invasione che si svolse con regolarità senza trovare resistenza. Il 9 febbraio 1806, il maresciallo invase il Regno di Napoli, ma già il 23 gennaio il re Ferdinando IV con la corte erano fuggiti in Sicilia, dove i britannici si erano solidamente stabiliti.

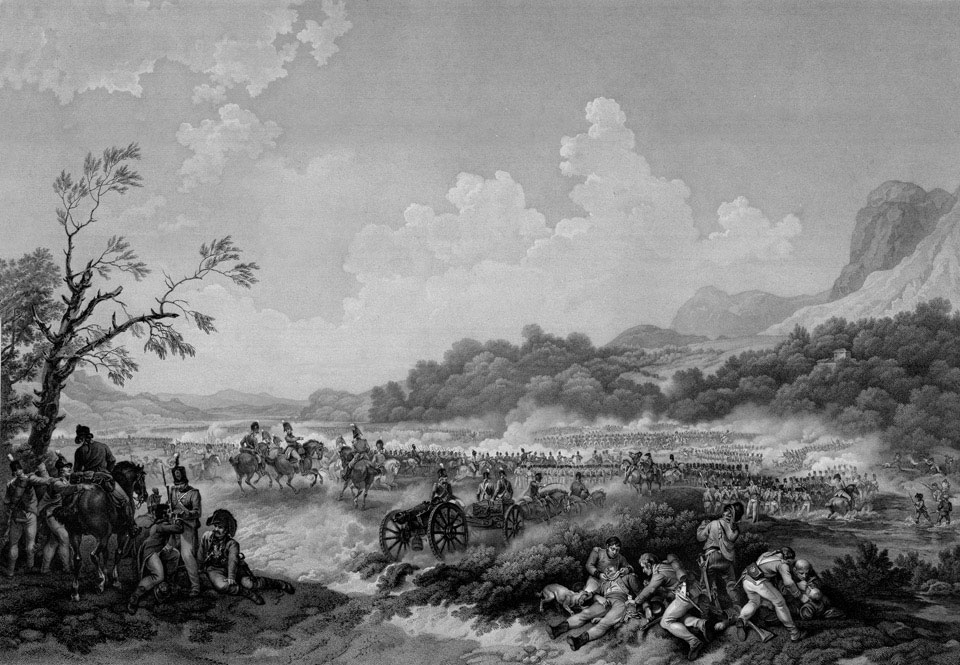
La battaglia di Maida

Il 14 febbraio 1806 i francesi entrarono di nuovo a Napoli e il 30 marzo il fratello maggiore di Napoleone, Giuseppe Bonaparte, fu proclamato Re di Napoli. In un primo momento sembrò che la conquista francese fosse completata e che il regno fosse pacificato, anche se la fortezza di Gaeta resistette fino al 18 giugno, mentre il 12 maggio i britannici avevano occupato le isole di Capri e Ponza. In realtà in Calabria sorsero le prime bande di guerriglieri antifrancesi e dalla Sicilia la regina Maria Carolina sollecitò e favorì una vera insurrezione legittimista che, guidata da nobili, capi popolari e veri e propri briganti, si diffuse in tutta la Calabria e provocò gravi problemi alle truppe francesi occupanti.
Nonostante le loro perplessità nei confronti di questa insurrezione popolare guidata da personaggi equivoci e costellata di brutali violenze contro militari e civili, i britannici decisero di favorirla sbarcando con 5 200 uomini al comando del generale John Stuart nel golfo di Sant'Eufemia il 1º luglio 1806, respingendo nella battaglia di Maida del 4 luglio l'attacco affrettato dei francesi del generale Jean Reynier e consolidando le loro posizioni a Reggio Calabria. Questa sconfitta favorì una sollevazione generale che impose misure repressive di grande violenza da parte dell'esercito francese. Le truppe del maresciallo Massena e del generale Reynier occuparono sistematicamente il territorio, devastarono i centri di resistenza, catturarono e impiccarono i capi della rivolta, massacrarono la popolazione e gli insorti; la città di Lauria venne completamente distrutta. Nonostante queste misure draconiane la resistenza non fu spezzata fino al 1808, quando anche i britannici abbandonarono finalmente Reggio e oltre 40 000 soldati francesi rimasero impegnati nella regione. Si trattò di un'inquietante anticipazione della sollevazione della Spagna del 1808.

## Conseguenze

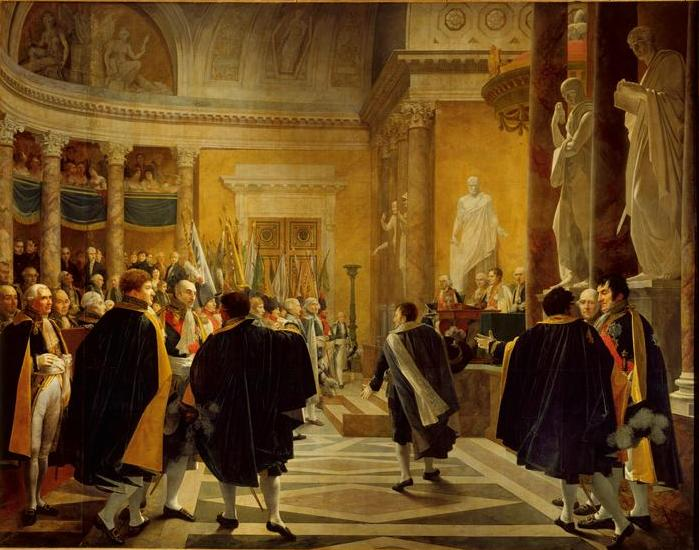
Il Senato francese riceve il 1º gennaio 1806 le bandiere austriache catturate sul campo di battaglia

Oltre a estendere il suo dominio sull'Italia meridionale, Napoleone dopo la vittoria militare e la disgregazione della Terza coalizione, intraprese una serie di iniziative espansionistiche di grande importanza che delinearono per la prima volta la sua concezione di un "Grande Impero", storicamente collegato con i precedenti di Roma e di Carlo Magno, che avrebbe dovuto progressivamente comprendere gran parte dell'Europa sotto il predominio francese. In Germania, dopo l'espulsione dell'Impero d'Austria e l'acquiescienza prussiana, la Francia aveva ormai ottenuto una posizione di dominio assoluto; oltre ad assegnare territori alla Baviera e al Württemberg, strettamente legati alla Francia, Napoleone nel gennaio 1806 propose di organizzare una "Confederazione del Reno" che, sotto la sua "protezione", venne costituita ufficialmente il 12 luglio 1806. I principati e i regni compresi nella nuova struttura politica divenivano dipendenti dall'Impero francese e fornivano un contingente militare; inoltre la Grande Armata rimaneva sul territorio tedesco a loro spese, per sorvegliare l'Austria e la Prussia. Dopo questi rivolgimenti, il Sacro Romano Impero Germanico non aveva più ragione di esistere e l'imperatore Francesco abdicò ufficialmente il 6 agosto 1806, mantenendo solo il titolo di Imperatore d'Austria.
Altri sviluppi si verificarono nei Paesi Bassi dove il 14 marzo 1806 Napoleone rese noto ai dirigenti locali la sua volontà di trasformare la Repubblica Batava in Regno; un consiglio di dignitari organizzato appositamente, la "Grande bisogna", accettò il 3 maggio, nonostante qualche resistenza, le decisioni dell'imperatore, e il 5 giugno un altro fratello di Napoleone, Luigi Bonaparte, divenne re d'Olanda. In Italia la Francia aveva occupato anche Livorno e la Toscana e solo lo Stato Pontificio rimaneva indipendente. Ben presto Napoleone richiese esplicitamente al papa di "entrare nel suo sistema", rompere i rapporti con i britannici e chiudere i porti alle merci inglesi; papa Pio VII respinse le richieste e le truppe francesi occuparono Ancona e Civitavecchia.
Infine Napoleone riprese la sua politica di espansione nei Balcani e in Oriente, secondo gli accordi di Presburgo; il II corpo d'armata del generale Marmont occupò la Dalmazia, dove rimase di guarnigione; quindi, mentre i russi dalle isole Ionie raggiunsero le bocche di Cattaro, i francesi entrarono nella parte austriaca dell'Istria per soccorrere il generale Gabriel Molitor che era stato attaccato a Ragusa dai montenegrini. Rappresentanti francesi comparvero a Giannina, in Moldavia e in Bosnia e il sultano dell'Impero ottomano, Selim III, impressionato dalla battaglia di Austerlitz, si riavvicinò a Napoleone che riconobbe come imperatore, mentre il 9 agosto il generale Horace Sébastiani arrivò a Costantinopoli come ambasciatore. L'Impero ottomano allentò i suoi rapporti con la Gran Bretagna e la Russia.
La vittoria sulla terza coalizione quindi segnò un momento decisivo della storia napoleonica, permettendo all'imperatore di estendere in modo sostanziale l'area di influenza francese, concretizzando il predominio sulla Germania e l'Italia e ponendo le premesse per successive espansioni; tuttavia simili scelte politiche non potevano che accrescere l'ostilità delle potenze sconfitte e impedivano ogni possibilità di ritorno a una politica di equilibrio e pacificazione. In breve tempo anche la vittoria di Austerlitz si sarebbe dimostrata non definitiva e, oltre alla Russia, sempre belligerante, sarebbe entrata in guerra, costituendo la Quarta coalizione, la Prussia, delusa dalla riorganizzazione della Germania decisa da Napoleone. Infine la Gran Bretagna, dominante sui mari dopo la vittoria di Trafalgar, rimaneva inattaccabile e in grado, nonostante la morte del primo ministro Pitt il 23 gennaio 1806, di continuare la guerra e di sfruttare la conflittualità sul continente per organizzare nuove alleanze antifrancesi.